# Saison 2015-2016 du Paris Saint-Germain
Maillots
Chronologie
Saison précédente Saison suivante
La saison 2015-2016 du Paris Saint-Germain est la quarante-troisième saison du club parisien en première division du championnat de France, la quarante-deuxième consécutive au sein de l'élite du football français. Cette saison est particulièrement importante dans l'histoire du PSG, puisque ce dernier réalise le quadruplé championnat-coupe de France-coupe de la Ligue-Trophée des champions pour la deuxième fois consécutive, une première pour un club européen professionnel.
L'entraîneur parisien lors de cette saison est Laurent Blanc, en poste depuis l'année 2013, avec qui le club a remporté deux championnats, deux coupes de la Ligue, trois Trophée des champions et une coupe de France. Son jeu est toujours essentiellement basé sur la possession du ballon, fortement inspiré du tiki-taka barcelonais, et sur un dispositif en 4-3-3.
Le quadruplé national fait suite aux quatre titres déjà acquis la saison passée. Pour la saison 2015-2016 de Ligue 1, le club de Paris, considéré comme le grand favori, vise la première place du championnat tandis que les favoris pour les places européennes sont l'AS Monaco, troisième du dernier championnat, et l'Olympique lyonnais, sacré sept fois champion de France dans les années 2000. L'objectif de l'entraîneur est toujours de remporter une des deux coupes nationales et surtout réussir à passer les quarts de finale de la Ligue des champions.
Le PSG conquiert la première place du classement dès la deuxième journée et ne la lâche plus ; il remporte le titre lors de la trentième journée, record de précocité en première division française. Parallèlement en coupe de France, le club passe cinq tours avant de s'imposer en finale contre le club ayant remporté le plus grand nombre d'éditions, l'Olympique de Marseille, au terme d'une finale riche en buts. Il remporte la coupe de la Ligue face au LOSC Lille après une rencontre disputée. Le club atteint par ailleurs les quarts de finale de la Ligue des champions, éliminé de façon décevante par Manchester City.

## Préparation d'avant-saison
La saison 2015-2016 du Paris Saint-Germain débute officiellement le lundi 6 juillet 2015 avec la reprise de l'entraînement au Centre national du rugby à Marcoussis, le Camp des Loges étant en travaux. L'effectif de cette reprise est alors composé essentiellement de joueurs européens non internationaux comme Adrien Rabiot, Thiago Motta ou Nicolas Douchez, ainsi que d'autres joueurs non-européens n'ayant pas participé à des compétitions internationales comme Maxwell ou Serge Aurier. Pour compléter l'effectif, Laurent Blanc appelle des jeunes du centre de formation et de l'équipe réserve afin de participer aux entraînements,.
Le premier stage de préparation a lieu à Thaya en Autriche, pour la deuxième année consécutive. L'effectif se renforce petit à petit, avec le retour de Lucas Moura et de Lucas Digne. Le nouveau gardien allemand Kevin Trapp rejoint directement l'équipe parisienne lors de ce stage, où il fait connaissance avec Laurent Blanc et les joueurs. Ce stage se clôture sur le premier match amical de la saison contre le club local du Wiener Sport-Club que le PSG remporte facilement (0-3), grâce à un doublé de Jean-Kévin Augustin, avec une équipé formée de quelques cadres et de joueurs issus du centre de formation.
Le PSG quitte l'Autriche et s'envole trois jours plus tard, le 15 juillet 2015, vers New York pour effectuer le deuxième stage aux États-Unis, nommé USA Summer Tour par le club. Ce stage est très important pour la direction puisqu'il permet au PSG de développer sa stratégie de marketing et ainsi d'accroître sa popularité à l'étranger, et notamment envers les Américains. Les Parisiens prennent donc leurs quartiers dès leur arrivée dans leur camp de base du New Jersey pour y effectuer près de vingt jours de stage. L'effectif est considérablement renforcé par les internationaux européens : Zlatan Ibrahimović, Blaise Matuidi ou Marco Verratti par exemple, puis rejoint par les internationaux sud-américains cinq jours plus tard pour enfin compléter l'effectif.
Laurent Blanc est surpris par l'engouement que provoque son club sur le continent américain et témoigne de la nouvelle dimension que prend le PSG :

« Je trouve surprenant de voir autant de supporters du Paris Saint-Germain si loin de la France. Cela prouve que le club grandit et qu’il est connu à travers le monde. C’est un de ses objectifs. C’est intéressant pour nous, joueurs et staff, et pour le club. Paris grandit très vite. »

— Laurent Blanc, le 20 juillet 2015, lors d'une conférence de presse avant le match contre la Fiorentina.
| Rang | Équipe             | Pts | J | G | N | P | Bp | Bc | Diff |
| ---- | ------------------ | --- | - | - | - | - | -- | -- | ---- |
| 1    | Paris SG           | 10  | 4 | 3 | 1 | 0 | 10 | 5  | +5   |
| 2    | New York Red Bulls | 10  | 4 | 3 | 1 | 0 | 9  | 4  | +5   |
| 3    | Manchester United  | 9   | 4 | 3 | 0 | 1 | 7  | 4  | +3   |
| 4    | Fiorentina         | 8   | 4 | 2 | 1 | 1 | 5  | 5  | 0    |
| 5    | Los Angeles Galaxy | 7   | 4 | 2 | 1 | 1 | 9  | 6  | +3   |
| 6    | Club América       | 4   | 4 | 1 | 1 | 2 | 3  | 4  | -1   |
| 7    | Chelsea            | 4   | 4 | 0 | 2 | 2 | 5  | 8  | -3   |
| 8    | FC Barcelone       | 4   | 4 | 1 | 1 | 2 | 6  | 8  | -2   |

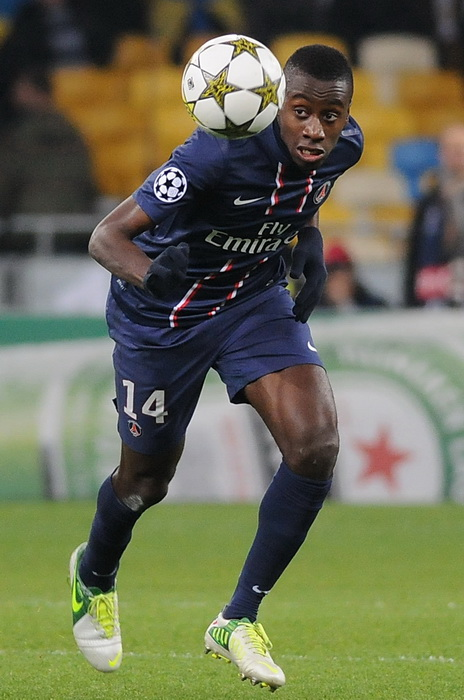
Blaise Matuidi inscrit deux buts lors de l'ICC 2015.

Durant ce stage, le PSG participe à la compétition estivale International Champions Cup réunissant de grands clubs européens comme les Anglais Manchester United et Chelsea, l'espagnol FC Barcelone, le portugais Benfica Lisbonne et l'italien Fiorentina. Cette compétition, qui se déroule pour la troisième fois, se joue sous forme d'un classement, le premier gagnant donc le trophée.
Le PSG remporte son premier match (3-2) contre le club portugais du Benfica, grâce à des buts de Jean-Kévin Augustin, très en forme durant cette préparation de saison, de Lucas Digne et de Lucas Moura sur penalty. À noter, la première titularisation de la nouvelle recrue Kevin Trapp. L'équipe de la capitale poursuit sa préparation contre le club italien de la Fiorentina qu'il bat (4-2) dans la Red Bull Arena par l'intermédiaire d'un nouveau doublé de Jean-Kévin Augustin et du premier but de la saison de Zlatan Ibrahimović lors de sa première apparition. Les Parisiens retrouvent ensuite le club anglais de Chelsea, qu'ils avaient éliminé quelques mois plus tôt en Ligue des champions, et effectuent un match nul (1-1), avec un but d'Ibrahimović, avant de s'incliner durant la séance de tirs au but.
Ayant tous deux le même nombre de points et se rencontrant pour la première fois de leur histoire, le PSG et Manchester United s'affrontent pour la dernière rencontre de la compétition en un match qui va donc désigner le vainqueur de l'International Champions Cup. Les Parisiens contrôlent parfaitement leur adversaire et s'imposent (2-0) grâce à un but de Blaise Matuidi puis encore un autre du suédois Ibrahimović. Le PSG remporte ainsi son premier trophée de la saison, certes anecdotique, mais preuve de sa très bonne préparation.

## Transferts

### Transferts estivaux

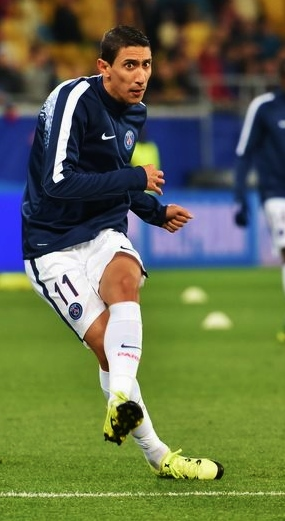
L'attaquant argentin Ángel Di María, transféré pour 63 millions d'euros au PSG, est le transfert « star » de l'été.

Annoncé depuis le début de saison dernier, Zoumana Camara, au club depuis sept ans, prend sa retraite et rejoint le staff technique de Laurent Blanc. Sa reconversion en tant qu'entraîneur adjoint consiste à faire le lien entre les joueurs et le staff, à l'instar de Claude Makelele la saison précédente. Cette fonction lui est attribuée puisqu'il était très apprécié des autres membres de l'effectif. Le PSG lève aussi dès la fin de saison l'option d'achat de douze millions d'euros du défenseur ivoirien Serge Aurier, prêté par le Toulouse FC depuis un an pour contourner les règles du fair-play financier. Il devient alors officiellement joueur du Paris Saint-Germain en signant un contrat de quatre ans, soit jusqu'en 2019.
Le premier transfert sortant est celui de l'international français Yohan Cabaye, au club depuis l'hiver 2013 mais en manque de temps de jeu et aussi de bonnes performances. C'est pour ces deux raisons que le club et le joueur décident d'un commun accord de se séparer, Cabaye rejoint alors le club anglais de Crystal Palace pour douze millions d'euros, record pour cette formation de Premier League.
Le PSG décide également de prêter certains jeunes du centre formation afin qu'ils puissent obtenir du temps de jeu et ainsi progresser plus rapidement. C'est alors que Alphonse Areola, déjà prêté depuis deux saisons respectivement à Bastia et Lens, est prêté au club espagnol de Villareal pour sa première expérience étrangère. Jean-Christophe Bahebeck suit cette optique en partant en prêt à l'AS Saint-Étienne, c'est la troisième fois qu'il quitte le club depuis son apparition dans l'effectif professionnel. Le même sort est réservé pour les jeunes Jordan Ikoko et Youssouf Sabaly, respectivement prêtés au RC Lens et au FC Nantes.
Le club parisien enregistre son premier transfert entrant le 8 juillet avec le gardien allemand Kevin Trapp qui signe au club contre une indemnité de neuf millions d'euros. Il vient en provenance de l'Eintracht Francfort, club de Bundesliga, où il y a disputé trois saisons en étant capitaine. L'arrivée de ce jeune gardien prometteur permettra à Laurent Blanc d'amorcer une concurrence à ce poste, avec Salvatore Sirigu décevant l'an dernier. Pourtant le directeur sportif du PSG, Olivier Létang, déclare lors de la conférence de presse de présentation que Kevin Trapp débutera comme numéro un. Le deuxième transfert entrant a lieu quelques jours plus tard, il s'agit du français Benjamin Stambouli, en provenance du club anglais Tottenham Hotspur. Il signe au club pour cinq ans contre un chèque de huit millions d'euros : il remplace numériquement Yohan Cabaye et entrera dans la rotation au milieu de terrain afin de soulager les cadres titulaires.
Mis à part des transferts, le Paris Saint-Germain signe également plusieurs joueurs du centre de formation comme professionnels, c'est le cas pour le défenseur Alec Georgen, et pour le milieu de terrain Lorenzo Callegari, tous les deux au club depuis 2011. Ils signent leur premier contrat professionnel d'une durée de trois ans le 1er juillet. Roli Pereira De Sa suit et signe son premier contrat professionnel le 15 juillet.
Le club de la capitale signe le 6 août, après plusieurs mois de discussions, l'attaquant argentin Ángel Di María, convoité depuis un an. L'ex joueur du Real Madrid s'engage au club pour une durée de quatre ans, en provenance de Manchester United qui récupère la somme de soixante-trois millions d'euros. Il devient alors le deuxième transfert le plus cher en France, après Edinson Cavani deux ans plus tôt. Il déclare tout de suite vouloir amener le Paris Saint-Germain plus loin en Ligue des Champions :

« Je suis fier et impatient de porter désormais les couleurs du PSG. Je veux gagner une nouvelle fois la Champions League, qui est le rêve de tous les footballeurs. Nous allons tout mettre en œuvre afin d'apporter aux fans du PSG et à la France le plus grand trophée européen. »

— Ángel Di María, le 6 août 2015, dans le communiqué du PSG officialisant le transfert.
En fin de mercato, quelques mouvements ont encore lieu. Il s'agit du transfert définitif de Mike Maignan au Lille OSC pour un million d'euros afin d'être la doublure du gardien nigérian Vincent Enyeama et du prêt avec option d'achat du latéral gauche Lucas Digne à l'AS Rome pour obtenir du temps de jeu dans l'optique de jouer l'Euro de football l'année suivante. Le transfert du latéral gauche Layvin Kurzawa pour la somme de vingt-quatre millions d'euros, en provenance de l'AS Monaco, est le dernier mouvement enregistré au club, son arrivée permettra de pallier le départ de Lucas Digne.

### Transferts hivernaux

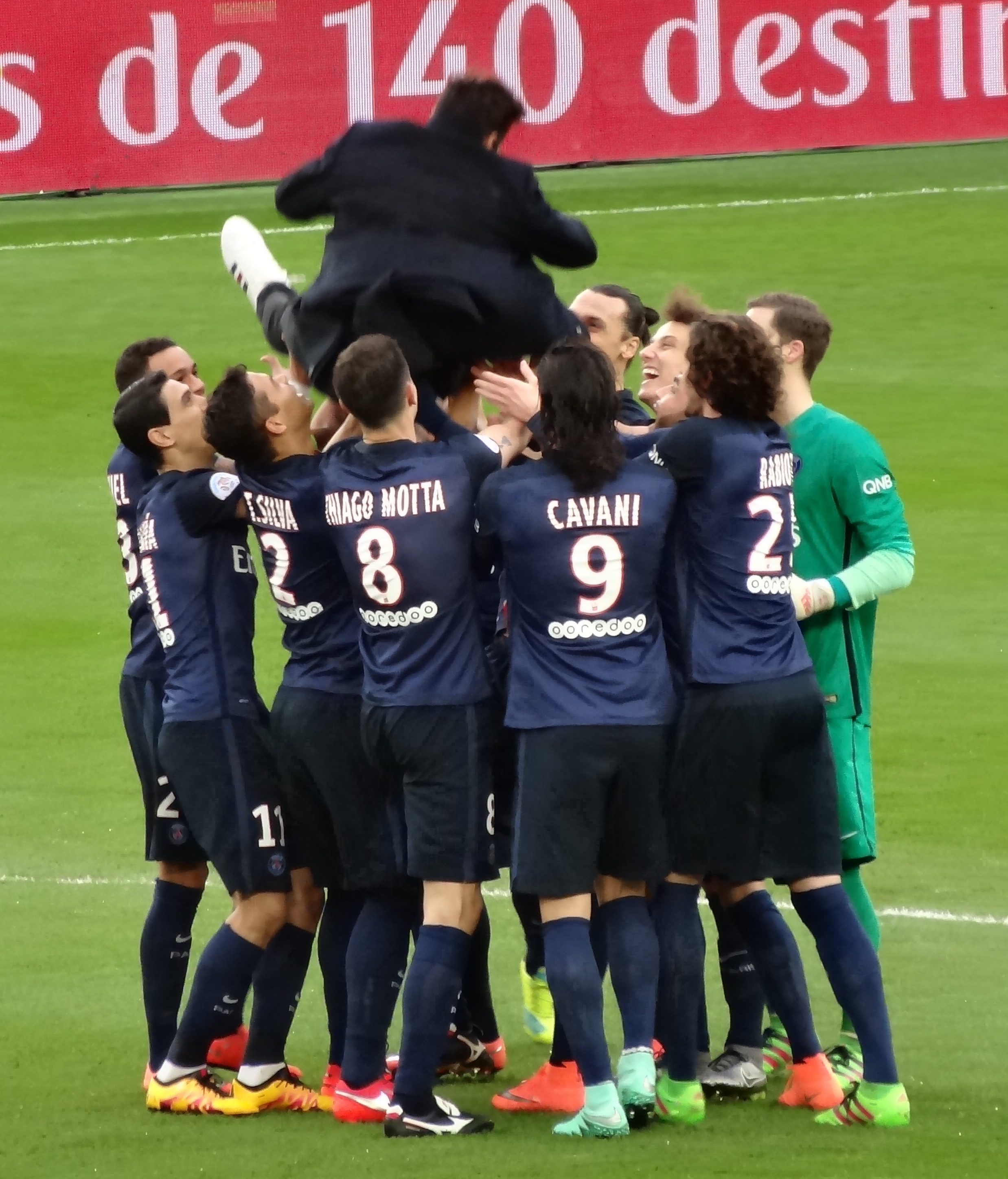
Ezequiel Lavezzi est porté en triomphe par ses coéquipiers du PSG, avant son départ en Chine.

Ezequiel Lavezzi, en manque de temps de jeu en cette première partie de saison (8 titularisations), quitte le club parisien le 19 février 2016, après avoir porté les couleurs du club durant 3 saisons et demi. Le Paris SG récupère plus de cinq millions d'euros dans la transaction, une somme plutôt conséquente pour un joueur peu utilisé dont le contrat se terminait en juin. Son salaire à l'Hebei China Fortune est estimé à quinze millions d'euros par an, ce qui en fait un des footballeur le mieux payé au monde. Le joueur argentin fait ses adieux au Parc des Princes et à ses ex-coéquipiers à l'occasion de la réception du Stade de Reims le 20 février. Il reçoit également un trophée pour service rendu et est porté en triomphe par les joueurs parisiens.
Du côté des jeunes, Roli Pereira De Sa, qui avait signé son premier contrat professionnel l'été dernier, est prêté pour le reste de la saison au Paris FC, pensionnaire de Ligue 2. Christopher Nkunku, milieu de terrain de la réserve âgé de 18 ans et grand espoir parisien, signe lui un contrat professionnel de trois ans.

## Compétitions
| Championnat de France | Ligue des champions                                | Coupe de France                                 | Coupe de la Ligue                 | Trophée des champions                       |
| --------------------- | -------------------------------------------------- | ----------------------------------------------- | --------------------------------- | ------------------------------------------- |
| Vainqueur 96 points   | Quarts de finale face à Manchester City (2-2, 1-0) | Vainqueur face à l'Olympique de Marseille (2-4) | Vainqueur face au Lille OSC (2-1) | Vainqueur face à l'Olympique lyonnais (2-0) |
| 30V 6N 2D             | 6V 2N 2D                                           | 6V 0N 0D                                        | 4V 0N 0D                          | 1V 0N 0D                                    |
| TOTAL: 47V 8N 4D      |                                                    |                                                 |                                   |                                             |

### Trophée des champions

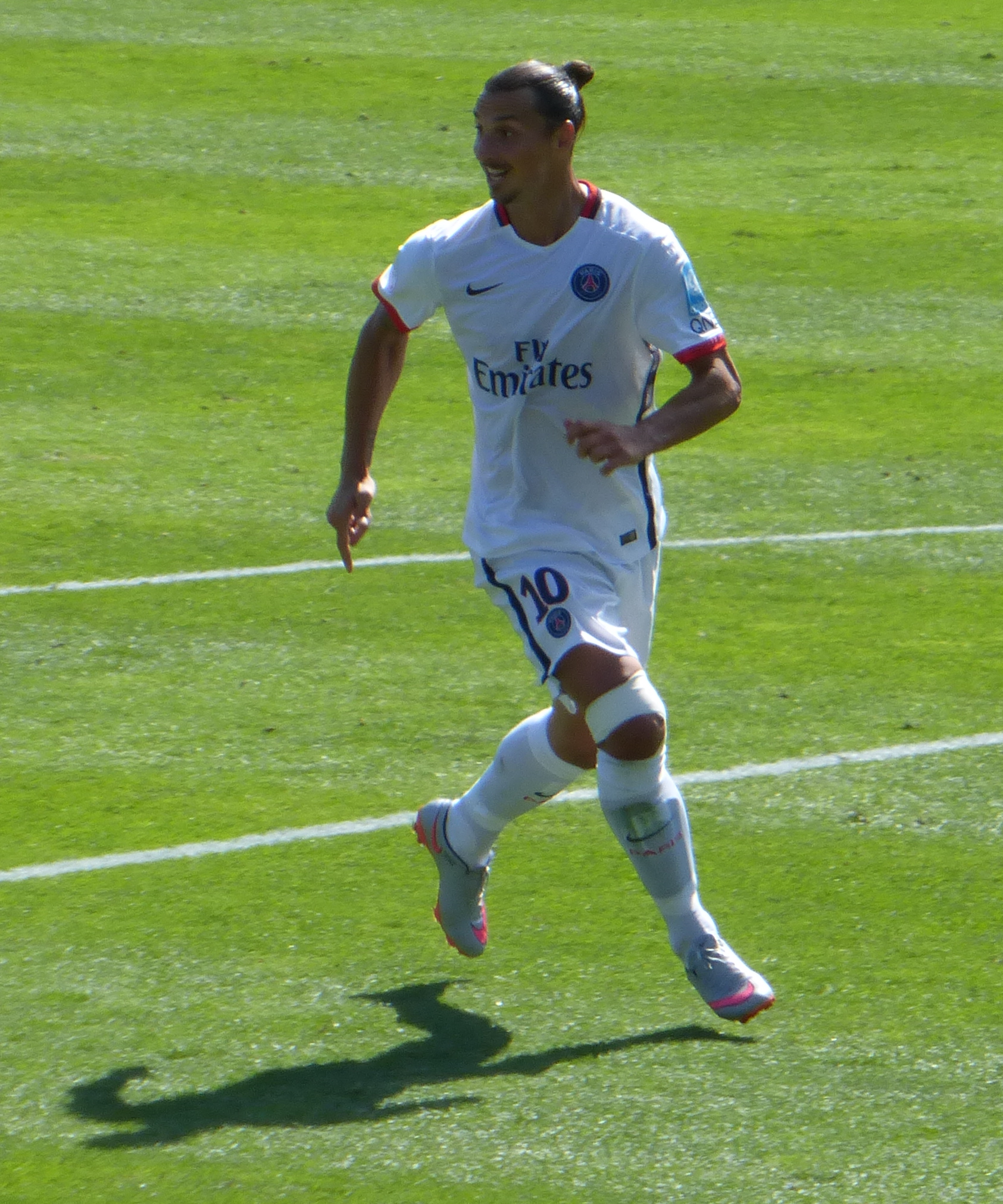
Zlatan Ibrahimović lors du Trophée des Champions 2015.

Pour défendre son Trophée des Champions remporté l'année passée face à Guingamp (2-0) à Pékin, le PSG se déplace cette fois-ci à Montréal au Canada pour affronter Lyon, son dauphin du championnat de l'année dernière, étant donné que les Parisiens ont aussi remporté la coupe de France. Les règles du match sont les suivantes : la durée de la rencontre est de 90 minutes puis en cas de match nul, une séance de tirs au but est réalisée pour départager les équipes. Trois remplacements sont autorisés pour chaque équipe.
L'enjeu est simple : le Paris Saint-Germain, dans la lignée de ses très bonnes prestations lors du tournoi de pré-saison International Champions Cup, veut obtenir son premier titre afin de lancer de la meilleure des manières sa saison.
Le Paris Saint-Germain mène un très fort tempo dès le début du match en s'attaquant tout de suite au but du gardien lyonnais Anthony Lopes. C'est donc assez logiquement que Serge Aurier ouvre le score à la 11e minute par une tête surpuissante après un corner tiré par Lucas Moura et repris par un centre tendu de David Luiz sur la tête de l'Ivoirien. Six minutes plus tard, c'est au tour de l'uruguayen Edinson Cavani d'aggraver le score en repoussant un tir de Zlatan Ibrahimović détourné par le gardien.
Puis, le PSG déroule son jeu de passes jusqu'à la mi-temps et se provoque encore des occasions, dont une madjer d'Ibrahimović juste avant la pause. Les deux équipes rentrent au vestiaire avec un score de 2 buts à 0 en faveur de la formation parisienne.
Durant la seconde période, le PSG continue à développer son jeu mais est beaucoup plus imprécis. L'expulsion du capitaine lyonnais Maxime Gonalons pour une semelle sur l'attaquant suédois Ibrahimović ne participe pas au redressement de ses joueurs dans ce match qui s'inclinent (2-0) sans vraiment inquiéter l'équipe parisienne.
Le PSG remporte donc son premier titre officiel de la saison dans un match parfaitement mené du début à la fin en retrouvant même l'aisance de la fin de saison dernière. Les lyonnais, quant à eux, sont restés impuissants.

### Championnat
La Ligue 1 2015-2016 est la soixante-dix-huitième édition du championnat de France de football et la quatorzième sous l'appellation « Ligue 1 ». La division oppose vingt clubs en une série de trente-huit rencontres. Les meilleurs de ce championnat se qualifient pour les coupes d'Europe que sont la Ligue des Champions (le podium) et la Ligue Europa (le quatrième et les vainqueurs des coupes nationales). Le Paris Saint-Germain participe à cette compétition pour la quarante-troisième fois de son histoire et la quarante-deuxième fois de suite depuis la saison 1974-1975, ce qui constitue un record au niveau national.
Les relégués de la saison précédente, l'Évian Thonon Gaillard en première division depuis quatre ans, le FC Metz et le RC Lens, deux clubs promus en Ligue 1 un an plus tôt, sont remplacés par l'ESTAC Troyes, champion de Ligue 2 en 2014-2015 et de retour après deux ans d'absence, le GFC Ajaccio, qui participe à sa toute première saison au plus haut niveau grâce à une montée spectaculaire de National (troisième division) à Ligue 1 en deux ans, et le SCO Angers, vingt-et-un ans après sa dernière saison en première division.

#### Journées 1 à 5

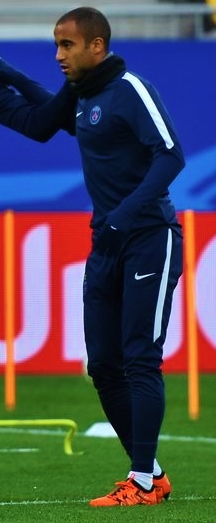
Lucas Moura inscrit le premier but de la saison parisienne en championnat.

Le PSG entame sa saison de Ligue 1 en se déplaçant au stade Pierre-Mauroy en vue d'affronter le Lille OSC. Malgré l'expulsion dès la 28e minute d'Adrien Rabiot, les Parisiens contrôlent le match et traduisent leur domination par un but de Lucas Moura à la 57e minute, leur permettant de gagner (0-1) lors de la 1re journée de Ligue 1, chose qui n'était plus arrivée depuis la saison 2010-2011 et une victoire (3-1) contre l'AS Saint-Étienne.
Le PSG accueille le GFC Ajaccio, club promu et nouveau dans l'élite, dans le cadre de la deuxième journée. Les joueurs parisiens s'imposent (2-0) sans flamboyer dans le jeu mais sans jamais être inquiétés, grâce à des réalisations de Blaise Matuidi et Thiago Silva. Cette victoire leur permet de prendre la tête du championnat, et d'avoir six points en deux journées, une première depuis la saison 2005-2006.
Lors de la 3e journée, les joueurs parisiens se déplacent au stade de la Mosson pour y affronter le Montpellier HSC. L'équipe du PSG joue sur un rythme modeste et ne doit sa victoire (0-1) qu'à un nouveau but de Blaise Matuidi, en grande forme en ce début de saison.
Le Paris Saint-Germain affronte ensuite l'AS Monaco au stade Louis-II, en clôture de la 4e journée pour le premier choc de la saison. Cette fois-ci, les Parisiens se montrent sous leur meilleur jour, avec une victoire (0-3) qui aurait pu être bien plus importante. Edinson Cavani inscrit un doublé, d'une tête surpuissante à la 57e minute puis d'une frappe placée dans le petit filet à la 73e minute. Ces deux buts lui permettent d'ouvrir son compteur en championnat. Ezequiel Lavezzi, lui, marque le troisième but sur un service parfait d'Ángel Di María, rentré à la 66e minute pour son premier match sous les couleurs parisiennes. Ce match permet au PSG de se targuer d'un nouveau record, celui du plus grand nombre de matchs victorieux à l’extérieur d'affilée dans l'histoire de la Ligue 1 avec 7 matchs.
Douze points en quatre matchs, c'est inédit pour le club parisien depuis la saison 1992-1993.
Ce sont donc des joueurs du club de la capitale en grande forme qui accueillent l'équipe des Girondins de Bordeaux lors de la 5e journée. Edinson Cavani ouvre le score à la 27e minute en profitant d'une grosse erreur de Cédric Carrasso, mais Henri Saivet égalise trois minutes plus tard, cette fois-ci sur une erreur de main de Kevin Trapp. Sur coup franc direct, Edinson Cavani marque pour redonner l'avantage au Paris SG, qui poussera et multipliera les occasions de but sans pour autant trouver la faille jusque la mi-temps. Au retour des vestiaires, les joueurs parisiens s'endorment peu à peu et, même si Saivet se fait expulser à la 77e minute, sont rattrapés au score deux minutes plus tard par Wahbi Khazri, qui profite du contrôle manqué de Kevin Trapp pour pousser le ballon au fond des filets. Malgré le réveil des parisiens en fin de match, le score en restera à 2-2, empêchant par la même occasion au PSG d'égaler le record du plus grand nombre de victoires consécutives en Ligue 1 (14).
À l'issue de la cinquième journée début septembre, le PSG est leader du championnat avec treize points, grâce à quatre victoires et un nul (contre les Girondins de Bordeaux). Les joueurs parisiens ont marqué neuf buts et en ont encaissé deux, justement lors de ce seul match nul. Le club parisien devance le second du championnat, le Stade rennais, d'un point.

#### Journées 6 à 10
Les Parisiens font match nul (1-1) au stade Auguste-Delaune face au Stade de Reims dans le cadre de la sixième journée. Edinson Cavani égalise douze secondes après la remise en jeu ayant suivi le but de Jordan Siebatcheu, dans un match terne où un turnover important a été mis en place par Laurent Blanc.
Des joueurs parisiens attendus au tournant après deux matchs nuls consécutifs en Ligue 1 accueillent donc l'EA Guingamp lors de la 7e journée du championnat. Un Javier Pastore en forme régale le Parc, en inscrivant notamment le premier but parisien à la 18e minute. Le match se terminera sur un très convaincant 3-0 pour Paris, malgré une opposition quasi nulle des Guingampais lors de la seconde période. À noter le premier but en Ligue 1 d'Ángel Di María et le premier but de la saison de Zlatan Ibrahimović.
Le PSG affronte le FC Nantes dans son antre de la Beaujoire pour son huitième match de la saison en championnat. Les joueurs de la capitale vont traverser de façon fantomatique la première période, et sont donc logiquement menés (1-0) à la mi-temps, pour la première fois de la saison. Malgré cet état de fait, et les huit changements apportés par Laurent Blanc au onze de départ parisien pour ce match par rapport à la journée précédente, les joueurs parisiens se révoltent et marquent quatre buts en seconde période, dont deux en fin de match.
Le Paris Saint-Germain accueille son grand rival l'Olympique de Marseille au Parc des Princes pour le compte de la 9e journée de championnat. Les Marseillais se montrent à leur avantage et ouvrent la marque à la 30e minute de jeu par l’intermédiaire de l'attaquant belge Michy Batshuayi. Zlatan Ibrahimović remet les deux équipes à égalité sur penalty (provoqué par lui-même après avoir été percuté par Steve Mandanda) et donne ensuite l'avantage aux Parisiens trois minutes plus tard, encore sur penalty (là aussi provoqué par le Suédois après que sa tête ait été dévié de la main par Rolando), ce qui lui permet de devenir le meilleur buteur de l'histoire du Paris Saint-Germain avec 110 buts sous les couleurs parisiennes. Serge Aurier fauche Abdelaziz Barrada dans la surface parisienne à la 54e minute de jeu, mais Kevin Trapp, sous pression depuis ses erreurs lors du match contre les Girondins de Bordeaux (5e journée du championnat), se détend bien et arrête le penalty. Le jeune gardien allemand signera plusieurs arrêts décisifs lors de cette seconde période, permettant à Paris de s'imposer (2-1) et de remporter ce "classico".
C'est un PSG diminué (cinq titulaires habituels sont blessés, ménagés ou suspendus) qui se déplace au stade Armand-Cesari affronter le SC Bastia lors de la dixième journée de championnat. Là encore, la formation alignée par Laurent Blanc passe au travers de sa première mi-temps, et ne cadre aucune de ses cinq tentatives. Et encore une fois, les Parisiens vont se réveiller en seconde mi-temps, et Zlatan Ibrahimović inscrit un nouveau doublé qui permet aux Parisiens de remporter ce match (0-2).
À l'issue de la 10e journée, le Paris Saint-Germain compte 5 points d'avance sur son premier poursuivant, l'Angers SCO.

#### Journées 11 à 15

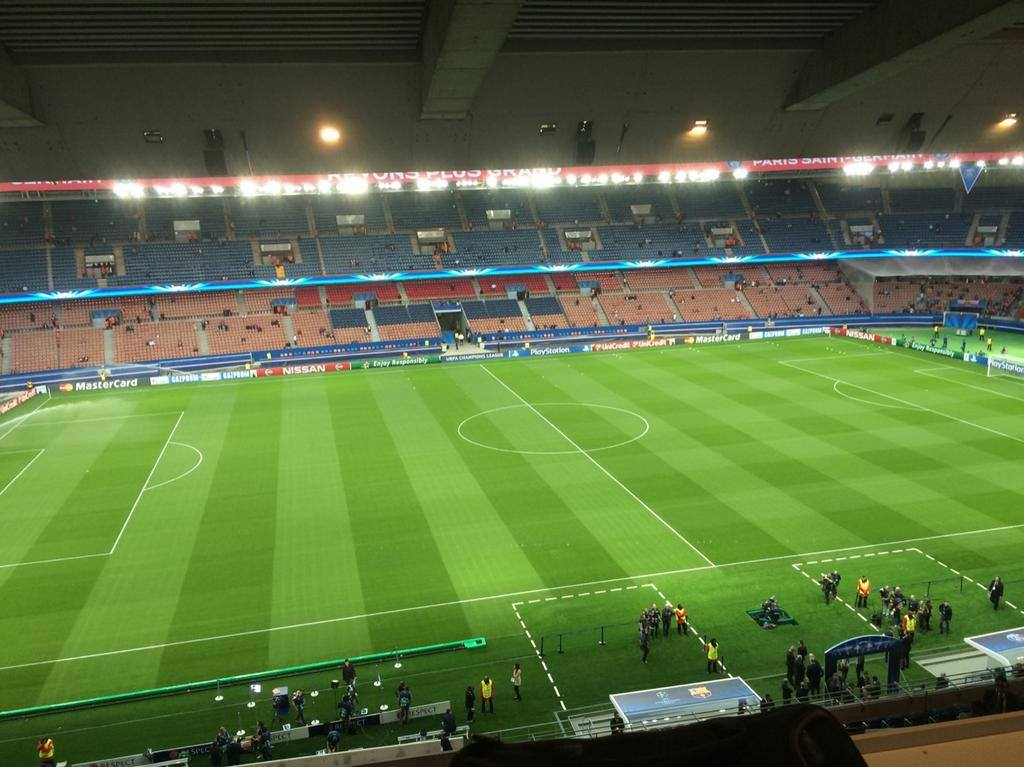
Le PSG est intraitable dans son antre: 13 buts en 3 matchs de championnat.

Le Paris Saint-Germain accueille l'AS Saint-Étienne au Parc des Princes lors de la 11e journée. Les Parisiens délivrent une prestation solide, attaquant les buts du portier stéphanois Stéphane Ruffier durant tout le match. L'ouverture du score est signée Layvin Kurzawa, qui marque ici son premier but en tant que parisien, suivi des buts d'Edinson Cavani, de Zlatan Ibrahimović et de Lucas Moura en fin de match. La réduction du score adverse est un but contre son camp de Marco Verratti.
Le Stade rennais reçoit le PSG au Roazhon Park dans le cadre de la douzième journée. Dans un match avec peu d'occasions de part et d'autre, Ángel Di María marque le seul but du match à la soixante-quinzième minute.
Le PSG reçoit le Toulouse FC au Parc des Princes durant la 13e journée. Les Parisiens font le spectacle, marquant pas moins de 5 fois face à une équipe toulousaine totalement apathique.
Au retour de la trêve internationale, les Parisiens se déplacent au stade du Moustoir pour affronter le FC Lorient. Le PSG remporte cette quatorzième journée de championnat sur le score de deux buts à un, grâce à des buts du jeune Hervin Ongenda (première titularisation depuis le 19 octobre 2013) et Blaise Matuidi, dans un match où les Lorientais font front au PSG, spécialement lors de la seconde mi-temps.
C'est une 15e journée placée sous le signe de l'hommage qui a lieu au Parc des Princes. Il s'agit en effet du premier match à domicile des parisiens depuis les attentats du 13 novembre, et c'est donc en amont de ce match que le club décide d'honorer la mémoire des victimes, avec entre autres un drapeau bleu-blanc-rouge géant déployé sur la pelouse. Les Parisiens (qui arborent un maillot avec "Je suis Paris" au niveau central et sans sponsors) affrontent l'ESTAC Troyes, dernier du championnat sans aucune victoire au compteur. Malgré cela, ils jouent de façon poussive durant les 45 premières minutes du match, avant d’accélérer durant la seconde période et de finalement s'imposer 4 à 1, avec notamment le premier but du jeune espoir Jean-Kévin Augustin.
À l'issue de la quinzième journée, le Paris Saint-Germain creuse l'écart et possède treize points d'avance sur le SM Caen.

#### Journées 16 à 19
Les joueurs parisiens se déplacent au stade Jean-Bouin pour affronter l'Angers SCO lors de la 16e journée de championnat. Les Parisiens vont se montrer tournés vers le but angevins dès le début de match, frappant les poteaux adverses deux fois durant la première mi-temps. Malgré cet état d'esprit, le score est de 0 à 0 à la mi-temps. Au retour des vestiaires, des parisiens un peu plus timides permettent aux joueurs angevins de prendre confiance, et quelques contre-attaques donnent des sueurs froides aux supporters parisiens. Le score reste finalement nul et vierge.
L'OGC Nice accueille le Paris Saint-Germain à l'Allianz Riviera pour le compte de la dix-septième journée de championnat. Les Parisiens attendent la demi-heure de jeu pour ouvrir le score, par le biais de l'uruguayen Edinson Cavani, avant d'aggraver la marque sur penalty par l'inévitable Zlatan Ibrahimović, qui marque encore à l'heure de jeu et illustre la bonne performance des parisiens dans ce match. Le Suédois devient donc avec ce match le meilleur buteur de l'histoire du PSG en championnat avec quatre-vingt-sept réalisations.
Le joueurs de la capitale reçoivent l'Olympique lyonnais en guise de clôture de la 18e journée de Ligue 1. Les rhodaniens, dont 10 joueurs n'ont pas pu faire le déplacement pour cause de blessures, vont vite se faire surpasser par le jeu parisien. Zlatan Ibrahimović ouvre la marque dès la 11e minute de jeu, suivi par Serge Aurier cinq minutes plus tard. Malgré la réduction du score lyonnaise sur une frappe lointaine de Jordan Ferri mal calculée par Kevin Trapp, les Parisiens marquent 3 buts supplémentaires (Edinson Cavani, Zlatan Ibrahimović et Lucas Moura) et livrent une excellente copie.
Pour la dix-neuvième et dernière journée de la phase aller de championnat, les Parisiens affrontent le SM Caen au stade Michel-d'Ornano. Le PSG s'impose tois à zéro grâce à un doublé de l'argentin Ángel Di María et un but de Zlatan Ibrahimović. Au-delà du résultat, les Parisiens ont su mettre la manière avec un jeu de passes de très grande qualité, et une pression permanente sur les buts du portier caennais.
Le Paris Saint-Germain termine la phase aller invaincu et avec cinquante-et-un points au compteur, nouveau record dans l'histoire de la première division française.
Le PSG continue son cavalier seul en tête et termine la phase aller du championnat avec 19 points d'avance sur son premier poursuivant, l'AS Monaco.
Extrait du classement de Ligue 1 2015-2016 à la trêve hivernale
| Rang | Équipe                 | Pts | J  | G  | N | P | Bp | Bc | Diff |
| ---- | ---------------------- | --- | -- | -- | - | - | -- | -- | ---- |
| 1    | Paris Saint-Germain FC | 51  | 19 | 16 | 3 | 0 | 48 | 9  | +39  |
| 2    | AS Monaco FC           | 32  | 19 | 8  | 8 | 3 | 25 | 23 | +2   |
| 3    | Angers SCO             | 31  | 19 | 8  | 7 | 4 | 17 | 11 | +6   |
| 4    | SM Caen                | 30  | 19 | 9  | 3 | 7 | 21 | 22 | -1   |
| 5    | OGC Nice               | 29  | 19 | 8  | 5 | 6 | 32 | 23 | +9   |

#### Journées 20 à 24
Le PSG affronte le SC Bastia au Parc des Princes pour son premier match de championnat de la phase retour. Les joueurs parisiens s'imposent 2 à 0, sur des buts de Thiago Motta et Maxwell, dans un match où peu d'opposition leur est offerte.
Les Parisiens se déplacent ensuite sur la pelouse du stadium municipal de Toulouse pour affronter le Toulouse FC. Les joueurs de la capitale se montrent particulièrement inoffensifs lors de cette rencontre, fortement gênés par le 5-4-1 proposé par les Toulousains. Ils parviennent finalement à s'imposer, grâce à un but de Zlatan Ibrahimović à la soixante-treizième minute de jeu.
Les bleus et rouge reçoivent l'Angers SCO lors de la 22e journée. Ils montrent un visage conquérant dès les premières minutes, et Zlatan Ibrahimović ouvre le score à la 33e minute de jeu, avant que Lucas Moura n'aggrave la marque à la 40e. Au retour des vestiaires, les joueurs angevins vont laisser beaucoup plus d'espaces au PSG, et c'est au terme d'une action de très haut niveau collectif que Gregory van der Wiel marque le but du 3 à 0. Les visiteurs réduisent le score 5 minutes plus tard sur un but de Pierrick Capelle, mais les Parisiens n'ont pas dit leur dernier mot et Ángel Di María, d'une reprise de volée aux 25 mètres puis d'un ballon piqué devant le gardien angevin, valide la 19e victoire de la saison en championnat du PSG sur le score de 5-1.
Le PSG se déplace pour la journée suivante au stade Geoffroy-Guichard et affronte l'AS Saint-Étienne. Les Stéphanois démarrent le match sur un rythme très élevé, et Kevin Trapp doit s'employer plusieurs fois en première période. Les Parisiens vont petit à petit reprendre le contrôle du match en faisant preuve de sérieux, et Zlatan Ibrahimović inscrit le premier but du match à l'heure de jeu sur un centre de Serge Aurier, avant d'inscrire un deuxième but dans la fin du temps additionnel.
Les joueurs de la capitale commencent leur mois de février par la réception du FC Lorient lors de la 24e journée de championnat. Ils vont ouvrir le score dès la 6e minute de jeu, sur une frappe d'Edinson Cavani, auteur de son premier but en 2016. Malgré une domination assez nette, ils vont laisser les Lorientais revenir au score sur un but de Raphaël Guerreiro à la 19e minute. Le score n'évoluera pas jusqu'à la 55e minute et une frappe à bout portant de Zlatan Ibrahimović, avant que Layvin Kurzawa ne porte le score à 3-1 sur une reprise de volée après l'heure de jeu. Il s'agit du 33e match consécutif sans défaite des Parisiens en championnat, un record dans l'histoire de la première division.
Le Paris Saint-Germain possède vingt-quatre points d'écart sur le second du championnat, l'AS Monaco, à l'issue de la vingt-quatrième journée.

#### Journées 25 à 29
Le deuxième "classico" de la saison se joue au stade Vélodrome lors de la vingt-cinquième journée de championnat. Les Parisiens démarrent la rencontre tambour battant et Zlatan Ibrahimović marque après seulement deux minutes de jeu, puis enchaînent les occasions durant les quinze premières minutes. Les Marseillais ne vont pas plier, et petit à petit vont se remettre dans le sens du jeu, jusqu'à l'égalisation de Rémy Cabella à la vingt-cinquième minute. Les Parisiens vont par la suite montrer un visage inédit cette saison, et se retrouvent dominés par la formation olympienne durant une bonne partie de la seconde période. Mais ils arrivent tout de même à reprendre l'avantage au tableau des scores, avec une frappe de l'argentin Ángel Di María qui finit au fond des filets de Steve Mandanda à la soixante-et-onzième minute. Les Parisiens vont gérer la fin du match pour confirmer leur victoire deux buts à un, une neuvième consécutive contre l'OM.
Le PSG reçoit le Lille OSC au Parc des Princes pour la 26e journée de championnat. Les Parisiens ne montrent pas grand chose lors de ce match, et c'est sur un score nul et vierge presque logique que le match se termine. C'est la première fois en Ligue 1 depuis la 19e journée de la saison 2014-2015 que le PSG ne marque pas à domicile.

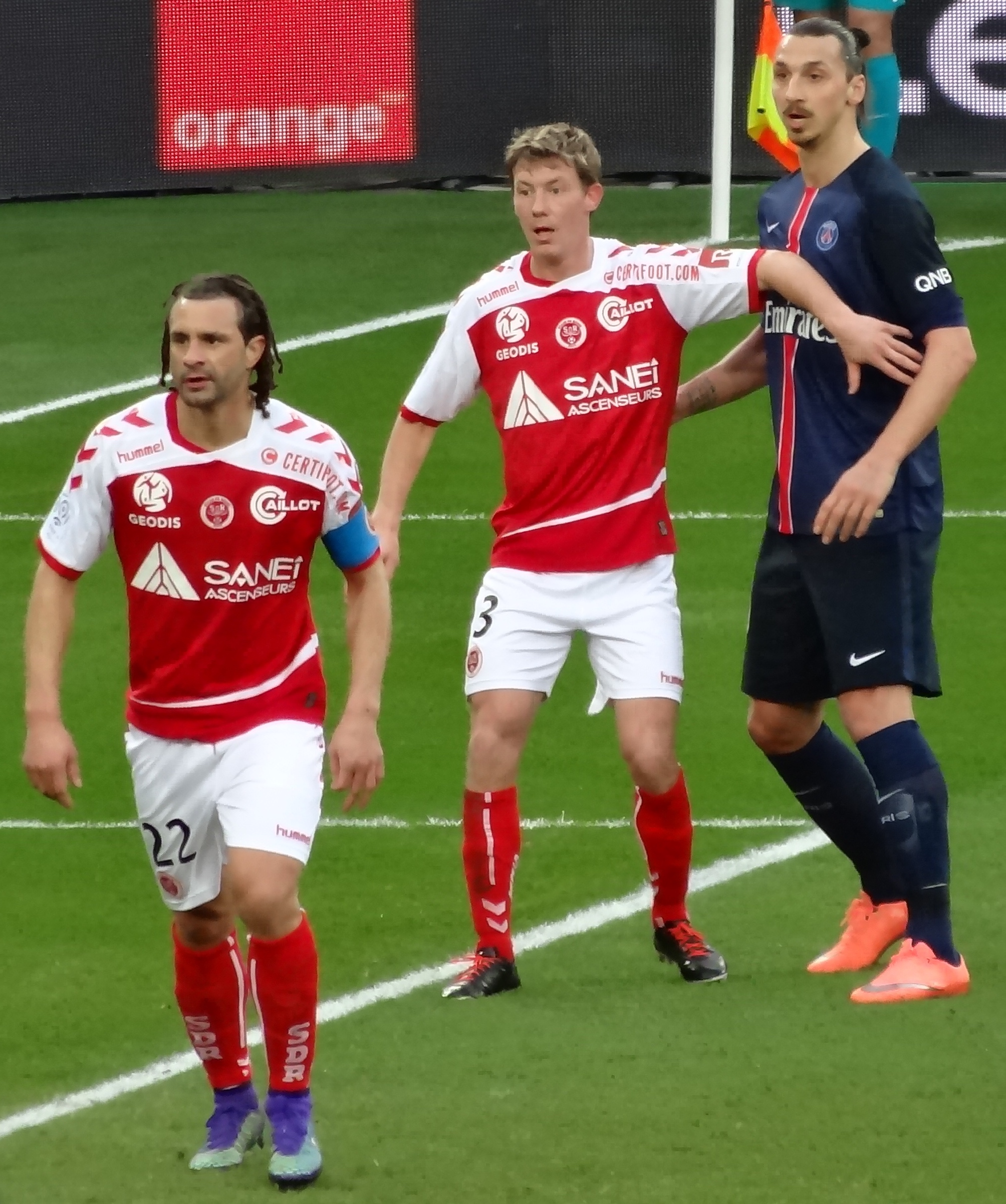
Zlatan Ibrahimović face à Reims le 20 février, où il inscrit deux buts et délivre deux passes décisives.

Lors de la journée suivante, les joueurs de la capitale s'imposent quatre buts à un au Parc des Princes face au Stade de Reims, dans un match relativement calme pour eux. Zlatan Ibrahimović est le grand artisan de cette victoire, avec deux buts et deux passes décisives; les deux autres buts sont marqués par Gregory van der Wiel et Edinson Cavani.
Dans le cadre de la vingt-huitième journée de Ligue 1, les Parisiens se déplacent au Parc Olympique lyonnais y affronter l'Olympique lyonnais dans leur nouvel antre pour la première fois. Les Lyonnais ouvrent rapidement le score sur un but de Maxwell Cornet, avant de doubler la mise dans les arrêts de jeu de la première période sur un enchainement dans la surface de réparation de Sergi Darder. Cette première mi-temps des Parisiens est très faible en termes de jeu, ils n'ont en effet fait que subir la loi des joueurs rhodaniens durant ces quarante-cinq premières minutes. Au retour des vestiaires, les joueurs du PSG sont plus conquérants, et traduisent leur légère domination par un but de Lucas Moura. Malgré cela, ils vont encore reculer dans leur camp et subir, et n'auront quasiment plus d'occasions, la faute à une envie bien en dessous de celle des joueurs lyonnais. Le score final est de deux à un pour l'OL, ce qui signifie que le PSG perd pour la première fois en championnat cette saison et ce depuis la vingt-neuvième journée de la saison 2014-2015, soit une série de trente-six matchs sans défaite en championnat qui prend fin.
Les Parisiens reçoivent lors de la 29e journée le Montpellier HSC. Le score final est nul et vierge, avec un match dominé par des Parisiens manquant de réalisme devant le but adverse, avec notamment une frappe sur la transversale en début de match d'Edinson Cavani et un face-à-face manqué par Zlatan Ibrahimović en toute fin de match.
Le PSG possède vingt-trois points d'avance sur le deuxième du championnat, l'AS Monaco, à l'issue de la vingt-neuvième journée.

#### Journées 30 à 34
Les joueurs du PSG se déplacent au stade de l'Aube pour le match du titre lors de la 30e journée. En effet, après le match nul du dauphin monégasque, les Parisiens seront sacrés champions de France en cas de victoire face à l'ESTAC Troyes. Et les joueurs de la capitale ne vont pas manquer le rendez-vous, avec pas moins de neuf buts inscrits et aucun encaissé, ce qui en fait la plus large victoire à l’extérieur dans l'histoire du championnat de France et la plus large victoire dans l'histoire du club en championnat. Zlatan Ibrahimović inscrit un quadruplé en moins d'une mi-temps, son premier en Ligue 1 et son deuxième sous les couleurs parisiennes, tandis qu'Edinson Cavani marque deux buts. Le PSG devient le champion le plus précoce dans l'histoire du championnat, ainsi que dans celle des grands championnats européens.
En clôture de la trente-et-unième journée de championnat, le PSG affronte l'AS Monaco au Parc des Princes pour ce qui est annoncé comme la célébration du titre de champion de France. Mais tout ne se passe pas comme prévu, avec une défaite zéro à deux du PSG à l'arrivée. Les Parisiens ont pourtant dominé le match dès le début, avec un but refusé dans les premières minutes de jeu, et ont pratiqué un football de haute volée. Malgré les nombreuses occasions, ils ne trouvent pas la faille et encaissent deux buts en trois minutes après l'heure de jeu, sans parvenir à revenir au score par la suite. Il s'agit de la défaite la plus large à domicile en championnat depuis la dernière journée de la saison 2009-2010 ainsi que la première défaite à domicile en championnat depuis la trente-sixième journée de la saison 2013-2014, soient trente-quatre matchs sans défaite.
Les Parisiens reçoivent ensuite l'OGC Nice et s'imposent 4 buts à 1 dans un match maitrisé de bout en bout. Zlatan Ibrahimović marque trois buts dont un coup franc direct, et David Luiz inscrit un but de la tête sur corner. Hatem Ben Arfa est l'unique buteur aiglon, avec une belle frappe en dehors de la surface.
Le PSG se déplace par la suite au stade de Roudourou pour affronter les Guingampais. L'entraineur fait largement tourner l'effectif à quatre jours du quart de finale retour de Ligue des champions. Le PSG s'impose deux buts à zéro, avec un doublé du brésilien Lucas Moura (un but sur penalty, et un tir à ras de terre dans l'axe sur un centre de Layvin Kurzawa), son deuxième sous le maillot parisien. Le club de la capitale s'offre par la même occasion le record du plus grand nombre de points à l’extérieur dans l'histoire du championnat avec 44 unités hors de ses bases, un record pouvant encore être amélioré lors des trente-cinquième et trente-septième journées.
La 34e journée de championnat oppose le Paris SG au SM Caen dans l'antre parisienne. Le PSG s'impose sur le score sans appel de six buts à zéro, une victoire en grande partie due au suédois Zlatan Ibrahimović, auteur de deux buts et deux passes décisives. Blaise Matuidi et Edinson Cavani sont les deux autres buteurs de la soirée. Ibrahimović devient avec ces deux nouvelles réalisations le premier joueur à dépasser la barre des 30 buts depuis Carlos Bianchi en 1977-1978.
Les Parisiens comptent vingt-huit points de plus que le dauphin l'AS Monaco après cette nouvelle victoire.

#### Journées 35 à 38
Le PSG reçoit le Stade rennais lors de la trente-sixième journée de Ligue 1. Les Parisiens dominent outrageusement la première période, et se créent donc beaucoup d'occasions. Le score à la mi-temps est malgré tout nul et vierge. Au retour des vestiaires, les joueurs vont vite plier le match. Maxwell, après un superbe enchainement dans la surface, ouvre le score à la cinquantième minute de jeu. Quatre minutes plus tard, Ángel Di María adresse un centre parfait à Zlatan Ibrahimović qui n'a plus qu'à pousser le ballon au fond des filets. Edinson Cavani n'est pas loin de tripler la mise, mais voit son tir repoussé par la barre transversale. Les Rennais ne sortent plus de leur camp, et Zlatan Ibrahimović inscrit le troisième but parisien à la soixante-dix-huitième minute. L'uruguayen Edinson Cavani inscrit en fin de match un quatrième but, pour porter le score à quatre à zéro.
Le PSG se déplace pour l'avant-dernière journée de championnat au stade Ange-Casanova du GFC Ajaccio. Le match est facilement remporté par les Parisiens, avec notamment un triplé d'Edinson Cavani, son deuxième avec le club parisien. L'inévitable Zlatan Ibrahimović marque le quatrième but, pour un score final de quatre à zéro.
Les Parisiens disputent ensuite la 35e journée du championnat face aux Girondins de Bordeaux, décalée dû à la finale de la coupe de la Ligue remportée par le Paris Saint-Germain. Déjà repartis déçus de la réception des Girondins (score final 2-2), les joueurs parisiens vont encore une fois faire un presque non-match. Peu d'occasions de leur part et les deux équipes se séparent sur un score de parité 1-1 presque logique, voire un peu chanceux pour le PSG. Bordeaux est donc la seule équipe du championnat de France à être invaincue face aux Parisiens cette saison.
Le dernier match de la saison en championnat est aussi le dernier de Zlatan Ibrahimović au Parc des Princes. Le géant suédois annonce avant la rencontre son départ du Paris Saint-Germain à l'issue de la saison, faisant ainsi de ce match celui de ses adieux avec le public parisien. Il est aussi après le record du plus grand nombre de buts dans une saison de championnat pour un joueur du PSG, détenu par Carlos Bianchi avec trente-sept buts lors de la saison 1977/1978. Ibrahimović en est à trente-six avant cette rencontre. Après un tifo à l'honneur du Suédois à la sortie des joueurs, une haie d'honneur des joueurs parisiens se forme pour l'accueillir sur la pelouse. Une minute d'applaudissements est observée à la dixième minute, hommage à son numéro dix. Huit minutes plus tard, il égale le record avec un but de la poitrine. Lucas Moura et Marquinhos portent le score à trois à zéro, mais le meilleur buteur de l'histoire du club ne pouvait pas partir sans battre un dernier record. Sur un centre parfait de Javier Pastore, il vient placer sa tête plus haut et plus fort que tout le monde. Le record battu, il quitte la pelouse, accompagné de ses deux fils (portant les flocages Legend et King en référence au Tweet annonçant son départ), laissant ses coéquipiers à dix pour les dernières minutes du match, heureusement sans conséquences.

#### Classement
| Rang | Équipe                      | Pts | J  | G  | N  | P  | Bp  | Bc | Diff | Qualification ou relégation                                                     |
| ---- | --------------------------- | --- | -- | -- | -- | -- | --- | -- | ---- | ------------------------------------------------------------------------------- |
| 1    | Paris Saint-Germain T S L C | 96  | 38 | 30 | 6  | 2  | 102 | 19 | +83  | Qualification pour la phase de groupe de la Ligue des champions                 |
| 2    | Olympique lyonnais          | 65  | 38 | 19 | 8  | 11 | 67  | 43 | +24  | Qualification pour la phase de groupe de la Ligue des champions                 |
| 3    | AS Monaco                   | 65  | 38 | 17 | 14 | 7  | 57  | 50 | +7   | Qualification pour le troisième tour de qualification de la Ligue des champions |
| 4    | OGC Nice                    | 63  | 38 | 18 | 9  | 11 | 58  | 41 | +17  | Qualification pour la phase de groupe de la Ligue Europa                        |
| 5    | LOSC Lille                  | 60  | 38 | 15 | 15 | 8  | 39  | 27 | +12  | Qualification pour le troisième tour de qualification de la Ligue Europa        |

#### Évolution du classement et des résultats
| Journée  | 1 | 2 | 3 | 4 | 5 | 6 | 7 | 8 | 9 | 10 | 11 | 12 | 13 | 14 | 15 | 16 | 17 | 18 | 19 | 20 | 21 | 22 | 23 | 24 | 25 | 26 | 27 | 28 | 29 | 30 | 31 | 32 | 33 | 34 | 35 | 36 | 37 | 38 | Journées en tête |
| -------- | - | - | - | - | - | - | - | - | - | -- | -- | -- | -- | -- | -- | -- | -- | -- | -- | -- | -- | -- | -- | -- | -- | -- | -- | -- | -- | -- | -- | -- | -- | -- | -- | -- | -- | -- | ---------------- |
| Rang     | 8 | 1 | 1 | 1 | 1 | 1 | 1 | 1 | 1 | 1  | 1  | 1  | 1  | 1  | 1  | 1  | 1  | 1  | 1  | 1  | 1  | 1  | 1  | 1  | 1  | 1  | 1  | 1  | 1  | 1  | 1  | 1  | 1  | 1  | 1  | 1  | 1  | 1  | 37               |
| Résultat | G | G | G | G | N | N | G | G | G | G  | G  | G  | G  | G  | G  | N  | G  | G  | G  | G  | G  | G  | G  | G  | G  | N  | G  | D  | N  | G  | D  | G  | G  | G  | N  | G  | G  | G  | —                |

### Ligue des champions
La Ligue des champions 2015-2016 est la 61e édition de la Ligue des champions, la plus prestigieuse des compétitions européennes inter-clubs. Elle est divisée en deux phases, une phase de groupes, qui consiste en huit mini-championnats de quatre équipes par groupe, les deux premiers poursuivant la compétition et le troisième étant repêché en seizièmes de finale de la Ligue Europa.
Lors du tirage de la phase de groupes le 27 août 2015 à Monaco, le Paris Saint-Germain obtient un groupe assez compliqué, composé du Real Madrid, champion du monde en titre, du club ukrainien le Chakhtar Donetsk ainsi que du champion de Suède le Malmö FF. C'est l'occasion pour Zlatan Ibrahimović de jouer contre son club formateur, ainsi que pour le Real Madrid de retrouver le club parisien après la double élimination dans cette compétition en 1993 et 1994.
La phase de poules débute le 15 septembre 2015 par la réception de Malmö et se termine le 8 décembre 2015 au Parc des Princes contre le Chakhtar Donetsk, en n'oubliant pas la double confrontation contre le Real Madrid les 21 octobre et 3 novembre.
Lors du tirage des huitièmes de finale, le PSG se voit hériter pour la troisième fois consécutive du club anglais de Chelsea qu'il reçoit le 16 février 2016, avant de se déplacer le 9 mars 2016 pour le match retour à Stamford Bridge.
Le club parisien tire les Anglais de Manchester City comme adversaires pour les quarts de finale, avec une réception au Parc des Princes le 6 avril 2016 et un déplacement à l'Etihad Stadium le 12 avril 2016.

#### Parcours en Ligue des champions

##### Phase de groupes
| Rang | Équipe              | Pts | J | G | N | P | Bp | Bc | Diff |  | Résultats (▼ dom., ► ext.) |     |     |     |     |
| ---- | ------------------- | --- | - | - | - | - | -- | -- | ---- |  | -------------------------- | --- | --- | --- | --- |
| 1    | Real Madrid         | 16  | 6 | 5 | 1 | 0 | 19 | 3  | +16  |  | Real Madrid                |     | 1-0 | 8-0 | 4-0 |
| 2    | Paris Saint-Germain | 13  | 6 | 4 | 1 | 1 | 12 | 1  | +11  |  | Paris Saint-Germain        | 0-0 |     | 2-0 | 2-0 |
| 3    | Chakhtar Donetsk    | 3   | 6 | 1 | 0 | 5 | 7  | 14 | -7   |  | Chakhtar Donetsk           | 3-4 | 0-3 | 4-0 |     |
| 4    | Malmö FF            | 3   | 6 | 1 | 0 | 5 | 1  | 21 | -20  |  | Malmö FF                   | 0-2 | 0-5 |     | 1-0 |

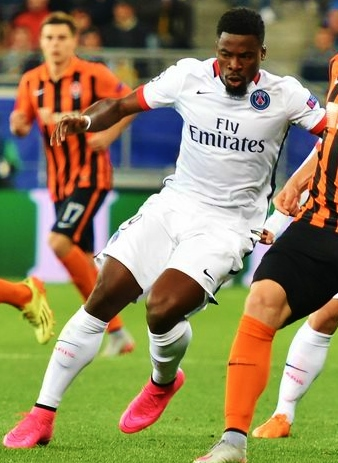
Serge Aurier face au Chakhtar Donetsk, où il inscrit le premier but parisien.

Le Paris Saint-Germain entame sa campagne européenne par la réception du champion suédois, le Malmö FF. Club considéré comme le plus faible du groupe, il ne tiendra pas longtemps la différence avec le club parisien. Ángel Di María ouvre le score dès la quatrième minute de jeu, marquant au passage son premier but sous ses nouvelles couleurs. Edinson Cavani double la mise à l'heure de jeu. Malgré une très nette domination parisienne, le score n'évoluera plus.
Les parisiens enchainent avec un déplacement à l'Arena Lviv pour affronter le Chakhtar Donetsk. Le match est plus disputé que leur précédente joute européenne, mais une défense impériale permet au club de la capitale d'enchainer une deuxième victoire. Le score final est de trois buts à zéro, avec des réalisations de Serge Aurier, David Luiz et un but contre son camp de Darijo Srna.
La double confrontation face au Real Madrid débute avec la réception du club madrilène au Parc des Princes. L'équipe parisienne est très prudente, parfois même dominée, surtout en première période. Peu d'occasions de part et d'autre lors de ce match, si ce n'est une balle de but ratée en seconde période par Cristiano Ronaldo. Ángel Di María passe par ailleurs à côté de son match pour ses retrouvailles avec son ancien club. Le score final est de façon logique nul et vierge.
Le match retour se joue donc deux semaines plus tard au stade Santiago Bernabéu. Les Parisiens rentrent cette fois-ci pleinement dans leur match dès le coup d'envoi. Grâce à un pressing très efficace, ils se procurent de nombreuses occasions tout en étouffant leurs adversaires. Marco Verratti se blesse au quart d'heure de jeu, mais son remplaçant, Adrien Rabiot, ne démérite pas. Il touche même le poteau sur un bel enchainement contrôle de la poitrine-frappe à la trente-septième minute de jeu, deux minutes après l'ouverture du score madrilène, Nacho ayant profité d'une erreur d'appréciation du gardien allemand Kevin Trapp. Edinson Cavani rate aussi son face-à-face avec Keylor Navas juste avant la pause. L'intensité retombe lors de la seconde période, mais Ángel Di María parvient tout de même à frapper les montants adverses deux fois en fin de match. Ce manque de réalisme coûte le match au Paris Saint-Germain qui s'incline de façon cruelle.
Le PSG termine deuxième du groupe A derrière le Real Madrid avec un bilan identique aux années précédentes : 4 victoires, 1 nul et 1 défaite (contre le club espagnol). Cependant, avec un seul but encaissé, le club parisien est la meilleure défense de tous les clubs engagés dans cette compétition.

##### Phase finale

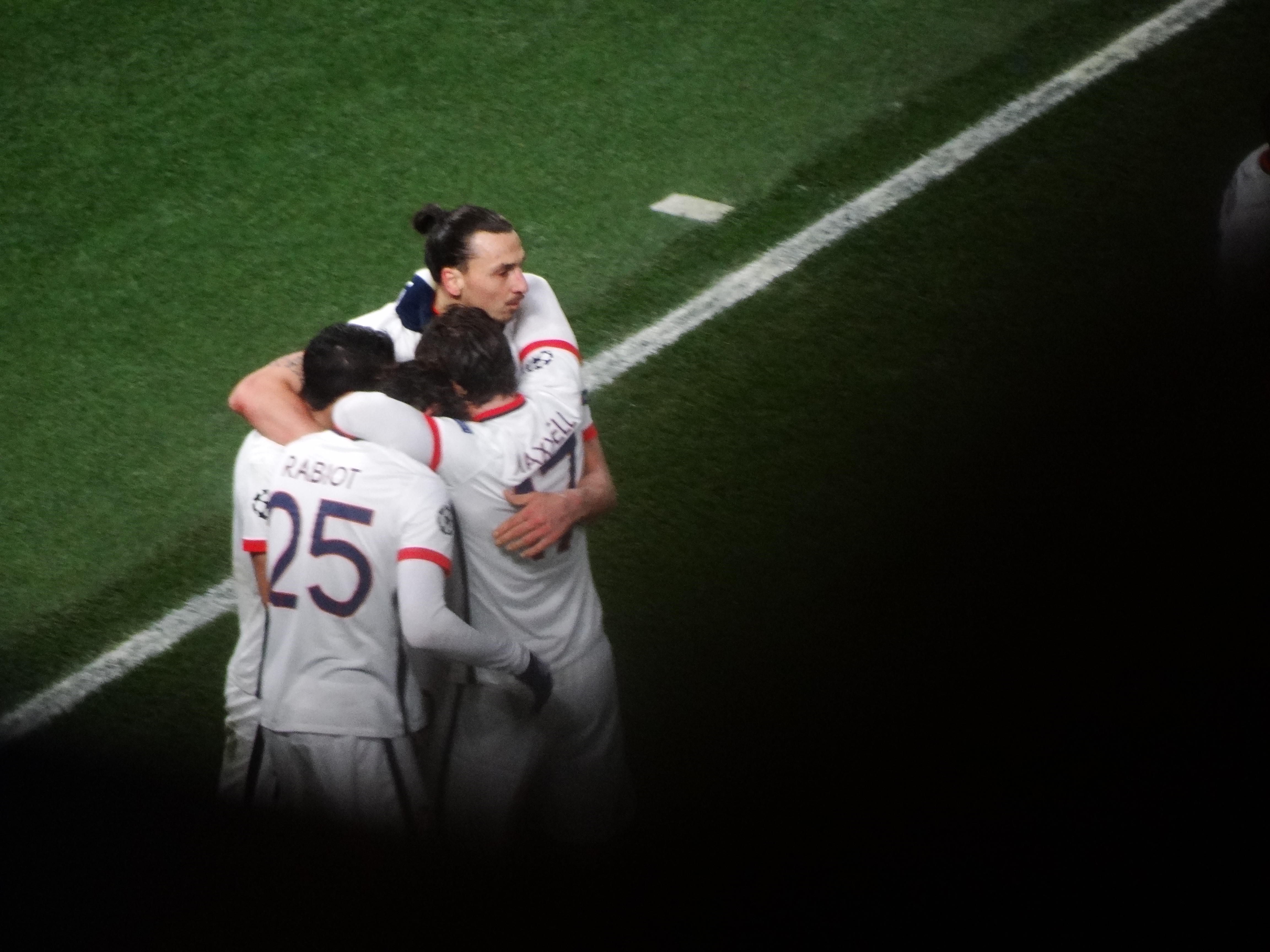
Les Parisiens célèbrent le but de Zlatan Ibrahimović à Stamford Bridge.

Pour la troisième saison consécutive, le PSG et Chelsea se retrouvent en phase éliminatoire de la Ligue des champions. Après avoir été éliminés en 2013-2014, les Parisiens sont allés chercher une qualification héroïque à Stamford Bridge la saison dernière. Cette saison, les Parisiens reçoivent les Blues au Parc lors du match aller. Des joueurs parisiens auteurs d'une entame de match tonitruante, même s'ils se font peur lorsque Kevin Trapp détourne sur la barre transversale une tête puissante de Diego Costa. Ils sont tout de même récompensés à la trente-neuvième minute, et un coup franc de Zlatan Ibrahimović détourné qui finit au fond des filets. Les Londoniens égalisent tout de même avant la pause par le biais de John Obi Mikel, qui marque à la suite d'un corner confus et mal dégagé par la défense parisienne. La domination parisienne reste la même durant la seconde période, et seul un grand Thibaut Courtois maintient les siens à flot. Après de nombreuses tentatives, et alors que les Parisiens commençaient à lever le pied, l'attaquant uruguayen Edinson Cavani marque quelques minutes après son entrée en jeu, sur une passe en profondeur d'Ángel Di María. Malgré deux belles occasions parisiennes en fin de match, le score final est de deux buts à un, donnant 50 % de chance au PSG de se qualifier à Londres.
Le match retour est un peu plus équilibré. Les Parisiens commencent le match tambour battant, et Ángel Di María voit sa frappe repoussée sur la ligne à la sixième minute. Dix minutes plus tard, Adrien Rabiot reprend triomphalement un centre de Zlatan Ibrahimović. Avantage qui ne va durer que onze minutes, puisque Diego Costa réduit le score après une belle combinaison des joueurs londoniens. Le reste de la première mi-temps est à l'avantage des Londoniens, qui se créent plusieurs occasions sans pour autant en concrétiser. Le début de deuxième mi-temps est du même acabit : Chelsea attaque, rien ne réussit à Thiago Motta, et le PSG résiste tant bien que mal. Mais alors que Kevin Trapp venait encore de repousser un assaut bleu, Thiago Motta trouve Ángel Di María dans la profondeur, et l'Argentin sert parfaitement Zlatan Ibrahimović, qui ne se fait pas prier pour donner l'avantage aux siens. Les Parisiens vont tranquillement gérer la fin de match, et éliminent donc encore une fois les Blues dans leur propre stade pour participer à leurs quatrièmes quarts de finale en quatre ans.
Les adversaires désignés des Parisiens pour ces quarts de finale sont les Citizens, un tirage à la portée du PSG selon la presse. Le match aller est disputé à Paris. Les joueurs parisiens commencent le match doucement, et se font bousculer par les Mancuniens. Ils semblent adopter une philosophie de contre-attaque en ce début de match, laissant le ballon aux visiteurs du soir. Un penalty est cependant accordé aux Parisiens peu après dix minutes de jeu. Zlatan Ibrahimović s'en charge, mais le portier anglais Joe Hart repousse le tir du Suédois. Ce dernier va par ailleurs manquer deux face-à-face avec le gardien adverse dans les minutes qui suivent. Kevin De Bruyne va ouvrir le score en faveur des Anglais à la trente-huitième minute, avant que Zlatan Ibrahimović ne réduise le score à peine trois minutes plus tard sur une grossière erreur de Fernando. Le retour des vestiaires est à l'avantage des rouge-et-bleus, avec de très nombreuses occasions en leur faveur. C'est ainsi qu'Adrien Rabiot permet très logiquement à Paris de reprendre l'avantage à l'heure de jeu. Ibrahimović va même trouver la barre transversale quelques minutes après ce but. Mais malgré cette domination outrageuse, Manchester City parvient à revenir au score, sur une série d'erreurs des joueurs parisiens. Le score en reste là, et ce sont les Mancuniens qui réalisent une très belle opération.
Le match retour a donc lieu à l'Etihad Stadium. L'entraineur Laurent Blanc décide pour ce match de mettre en place ses joueurs en 3-5-2, une grande première depuis qu'il est sur le banc parisien. Les Citizens démarrent le match pied au plancher, comme lors du match aller. Il faut cependant attendre la dix-huitième minute pour voir la première occasion du match, avec un coup franc surpuissant du suédois Zlatan Ibrahimović que Joe Hart claque en corner. Mais alors que les Parisiens commencent à se trouver dans ce nouveau système de jeu, les Mancuniens enclenchent la vitesse supérieure. Ils obtiennent ainsi un penalty après trente minutes de jeu, mais Sergio Agüero le tire à côté du cadre. Peu de choses se passent durant le reste de la première période, si ce n'est la sortie sur blessure de Thiago Motta, obligeant le PSG à revenir à son 4-3-3 habituel, mais avec un milieu de terrain inédit composé de Marquinhos, Di María et Rabiot. La seconde mi-temps reprend sur un rythme élevé de la part des Parisiens, avec encore un coup franc puissant d'Ibrahimović que Joe Hart repousse. Deux buts sont refusés à Paris pour hors-jeu, mais c'est bien Kevin De Bruyne qui va encore trouver la brèche, à quinze minutes de la fin du temps réglementaire. L’attaquant uruguayen Cavani va par la suite rater un face-à-face avec le portier anglais, mais rien ne change au tableau d'affichage. Le Paris Saint-Germain est éliminé pour la quatrième fois consécutive au stade des quarts de finale, une première dans l'histoire de la Ligue des champions.

#### Coefficient UEFA
De par ses résultats dans cette Ligue des champions, le Paris SG acquiert des points pour son coefficient UEFA, utilisé lors des tirages au sort des compétitions de l'UEFA. Lors de cette comptabilisation, les points de la saison 2010-2011 ne sont plus pris en compte. Le club parisien se rapproche peu à peu des meilleures équipes européennes en effectuant un bond de quatre places, passant de la onzième position à la septième position, devançant des clubs comme le Borussia Dortmund ou la Juventus, finaliste de l'édition précédente.
| Rang 2016 | Rang 2015 | Évolution | Club              | 2011-2012 | 2012-2013 | 2013-2014 | 2014-2015 | 2015-2016 | Coefficient |
| --------- | --------- | --------- | ----------------- | --------- | --------- | --------- | --------- | --------- | ----------- |
| 1         | 1         | =         | Real Madrid CF    | 36,171    | 29,542    | 39,600    | 33,042    | 37,785    | 176,142     |
| 2         | 3         | +1        | Bayern Munich     | 33,050    | 36,585    | 29,942    | 31,171    | 32,285    | 163,035     |
| 3         | 2         | -1        | FC Barcelone      | 34,171    | 27,542    | 28,600    | 38,042    | 30,785    | 159,142     |
|           |           |           |                   |           |           |           |           |           |             |
| 5         | 4         | -1        | Chelsea FC        | 33,050    | 30,285    | 28,357    | 23,714    | 20,850    | 136,256     |
| 6         | 6         | =         | Benfica Lisbonne  | 23,366    | 28,350    | 30,983    | 9,816     | 24,100    | 116,616     |
| 7         | 11        | +4        | Paris SG          | 9,100     | 27,350    | 26,700    | 23,183    | 26,216    | 112,549     |
| 8         | 13        | +5        | Borussia Dortmund | 10,050    | 33,585    | 24,942    | 21,171    | 20,285    | 110,035     |
| 9         | 14        | +5        | Juventus          | 2,271     | 25,883    | 25,833    | 32,800    | 20,300    | 107,087     |

### Coupe de la Ligue
La coupe de la Ligue 2015-2016 est la 22e édition de la coupe de la Ligue, compétition à élimination directe organisée par la Ligue de football professionnel (LFP) depuis 1994, qui rassemble uniquement les clubs professionnels de Ligue 1, Ligue 2 et National. Depuis 2009, la LFP a instauré un nouveau format de coupe plus avantageux pour les équipes qualifiées pour une coupe d'Europe avec une entrée en huitièmes de finale, ce qui est le cas pour le PSG. Comme pour la coupe de France, le Paris Saint-Germain remet son titre de coupe de la Ligue en jeu, ici pour la deuxième fois consécutive, après l'édition 2014 et 2015. Le club parisien détient le record de victoires, au nombre de cinq, dans cette compétition, à deux unités devant l'Olympique de Marseille et les Girondins de Bordeaux.
Pour son entrée en compétition lors des huitièmes de finale, le Paris Saint-Germain affronte l'AS Saint-Étienne pour la quatrième édition consécutive. Les Parisiens, sans briller face à une équipe rajeunie alignée par Christophe Galtier, se qualifient (1-0) pour les quarts de finale grâce à un but de l'uruguayen Edinson Cavani.
Au tour suivant, les Parisiens reçoivent l'Olympique lyonnais. Les joueurs de la capitale se montrent timides lors de la première mi-temps, ne tirant quasiment pas au but. Malgré tout, ils parviennent à ouvrir le score au bout d'un quart d'heure de jeu par l’intermédiaire d'Adrien Rabiot, avant de se faire rejoindre juste avant la mi-temps sur une frappe de Corentin Tolisso. Ils se montrent plus entreprenants après l'heure de jeu, et se voient récompensés de leurs efforts sur une contre-attaque éclair menée par l'argentin Ángel Di María, et conclue avec une frappe pleine de sang-froid de Lucas Moura. Le score final est de 2-1.
La dernière équipe sur la route des Parisiens vers la finale est le Toulouse FC. Après les avoir éliminé une semaine plus tôt (2-1) en coupe de France, les Parisiens recommencent et s'imposent 2-0 grâce à des réalisations d'Ezequiel Lavezzi et d'Ángel Di María, sans forcément convaincre. Ils se qualifient donc pour une nouvelle finale au Stade de France, la 3e consécutive dans cette compétition, et défendront leur titre face au Lille OSC.
La finale de cette coupe de la Ligue se joue devant un peu moins de 70 000 personnes. L'équipe de la capitale démarre le match avec un tir aux 6 mètres d'Ángel Di María dès la vingt-cinquième seconde de jeu. Les Parisiens vont buter de nombreuses fois sur Vincent Enyeama durant la première période, mais Javier Pastore les délivre à la quarantième minute en marquant de volée sur un corner mal dégagé. Le PSG rentre donc aux vestiaires avec le score à son avantage, avantage qu'il ne va pas garder longtemps en laissant les Lillois se montrer dangereux dès la reprise. C'est ainsi que Djibril Sidibé marque sur coup franc direct quatre minutes après la reprise. Le PSG n'est d'ailleurs pas loin de perdre le fil du match avec plusieurs occasions franches des nordistes, et l'expulsion à la 70e minute de jeu d'Adrien Rabiot. C'est alors que les joueurs parisiens décident de se montrer, et Ángel Di María profite d'une erreur de la défense adverse pour marquer dans le but vide quatre minutes après cette expulsion. La fin du match est gérée à l’expérience par les Parisiens, qui remportent une sixième coupe de la Ligue, la troisième consécutive.

### Coupe de France
La coupe de France 2015-2016 est la 99e édition de la coupe de France, une compétition à élimination directe mettant aux prises tous les clubs de football amateurs et professionnels à travers la France métropolitaine et les DOM-TOM. Elle est organisée par la FFF et ses ligues régionales. Lors de cette édition 2016, le PSG remet en jeu son titre de l'année dernière obtenu face à Auxerre. Par ailleurs, la formation parisienne peut égaler le record de victoires dans cette compétition, détenu par le rival Marseillais, au nombre de dix.
Pour les trente-deuxièmes de finale, le Paris SG joue contre les nordistes de l'ES Wasquehal club évoluant en CFA. Le match est joué au stadium Lille Métropole. Après une heure de jeu plutôt stérile côté parisien, le suédois Zlatan Ibrahimović ouvre le score avec une tête lobant le gardien de Wasquehal, et donne la qualification au club parisien pour le tour suivant.
En seizièmes de finale, le Paris Saint-Germain affronte un club de même division, le Toulouse FC, formation qu'il va affronter trois fois en 10 jours : respectivement en Ligue 1, en coupe de France et en coupe de la Ligue. Le match a lieu au Parc des Princes. Une fois de plus, les Parisiens sont fébriles et encaissent l'ouverture du score toulousaine mais réussissent tout de même à inverser la donne grâce à un but du brésilien David Luiz au retour des vestiaires, puis à un penalty de Zlatan Ibrahimović à la fin du temps réglementaire.
Les Parisiens reçoivent l'Olympique lyonnais au Parc des Princes pour une qualification en quarts de finale. Les joueurs de la capitale jouent la première mi-temps sur un petit rythme, et s'en remettent au suédois Zlatan Ibrahimović, qui marque un doublé en 4 minutes (soixante-troisième et soixante-septième minutes), avant qu'Adrien Rabiot n'aggrave la marque huit minutes plus tard. Ils s'imposent finalement trois à zéro, et signent une seizième victoire consécutive toutes compétitions confondues, un record dans l'histoire du club.
Les joueurs du PSG se déplacent au stade Geoffroy-Guichard affronter l'AS Saint-Étienne en quarts de finale. Les Stéphanois se montrent conquérants dès le début du match, mais ce sont les joueurs parisiens qui ouvrent la marque, Edinson Cavani ouvrant le score à la onzième minute sur une passe en profondeur de Zlatan Ibrahimović. Les Parisiens vont même doubler la marque à la trente-cinquième minute de jeu grâce à Marquinhos qui reprend un centre dans la surface des Verts. Le PSG va gérer la fin de première période, mais Layvin Kurzawa fauche un joueur adverse dans sa surface de réparation, et Valentin Eysseric transforme le pénalty. En seconde période, les joueurs de la capitale contrôle la rencontre sur un petit rythme, accumulant surtout les erreurs techniques. Lucas Moura, entré en cours de jeu, va malgré tout valider la qualification, avec un rush en toute fin de match dans la surface adverse se concluant par un but.
Pour décrocher une place en finale de coupe de France, le PSG se déplace sur la pelouse synthétique de Lorient. En raison des nombreux blessés ou joueurs incertains, comme Marco Verratti ou encore Thiago Motta, l'équipe alignée contre le club breton est quelque peu remaniée. Le PSG ne parvient pas à se créer d'occasions franches contre les Merlus et les deux équipes se séparent sur un 0-0 à la pause. Les joueurs parisiens ne sont pas réellement inquiétés au cours de cette première période malgré une situation litigieuse dans la surface de réparation. En deuxième période, les entrées en jeu de Lucas Moura et Javier Pastore apportent de la sérénité à l'équipe parisienne. A la soixante-quinzième minute, Zlatan Ibrahimović parvient à ouvrir le score d'un extérieur du pied, alors que Salvatore Sirigu avait réalisé un double arrêt décisif face à Benjamin Moukandjo quelques instants auparavant. Serge Aurier est tout près d'alourdir la marque après un excellent service de Javier Pastore mais il ne parvient pas à conclure son action. Le PSG se qualifie donc pour la finale de la coupe de France qui se jouera au Stade de France.
C'est un Stade de France plein à craquer qui accueille la 99e finale de coupe de France, la deuxième opposant le Paris SG à son éternel rival l'Olympique de Marseille. Ce sont les Parisiens qui trouvent la faille les premiers: dès la deuxième minute, Blaise Matuidi reprend à bout portant un centre de l’extérieur du pied gauche d'Ángel Di María. Les Phocéens égalisent dix minutes plus tard, avec une frappe de Florian Thauvin aux 20 mètres contrée par la défense parisienne. Les deux équipes se neutralisent jusqu'à la fin de la première période. Mais au retour des vestiaires, il ne faut encore que deux minutes aux Parisiens pour marquer, Zlatan Ibrahimović transformant un penalty obtenu par Blaise Matuidi après que Benjamin Mendy l'ait fauché dans la surface marseillaise. Edinson Cavani aggrave la marque moins de dix minutes plus tard sur un service parfait de Zlatan Ibrahimović. Le Suédois que l'on retrouve à la quatre-vingt-unième minute; lancé en profondeur par Matuidi, il ne tremble pas et fixe Steve Mandanda pour marquer son 156e et dernier but sous les couleurs parisiennes, son 50e de la saison, un record personnel et un record pour un joueur évoluant en France. Le Marseillais Michy Batshuayi réduit le score quelques minutes après ce but, mais Paris égale le record du nombre de victoires dans l'histoire de la coupe de France avec cette dixième finale remportée.

### Matchs officiels de la saison
Le tableau ci-dessous retrace dans l'ordre chronologique les 59 rencontres officielles jouées par le Paris Saint-Germain durant la saison. Le club parisien a participé aux 38 journées du championnat ainsi qu'à six tours de coupe de France, quatre rencontres en coupe de la Ligue et dix matchs sur le plan européen, via la Ligue des champions. Les buteurs sont accompagnés d'une indication entre parenthèses sur la minute de jeu où est marqué le but et, pour certaines réalisations, sur sa nature (penalty ou contre son camp).
Le bilan général de la saison est de 47 victoires, 8 matchs nuls et 4 défaites. Le score le plus fréquent est la victoire 2-0 à 9 reprises, suivi de la victoire 2-1, à 8 reprises.

## Joueurs et encadrement technique

### Encadrement technique

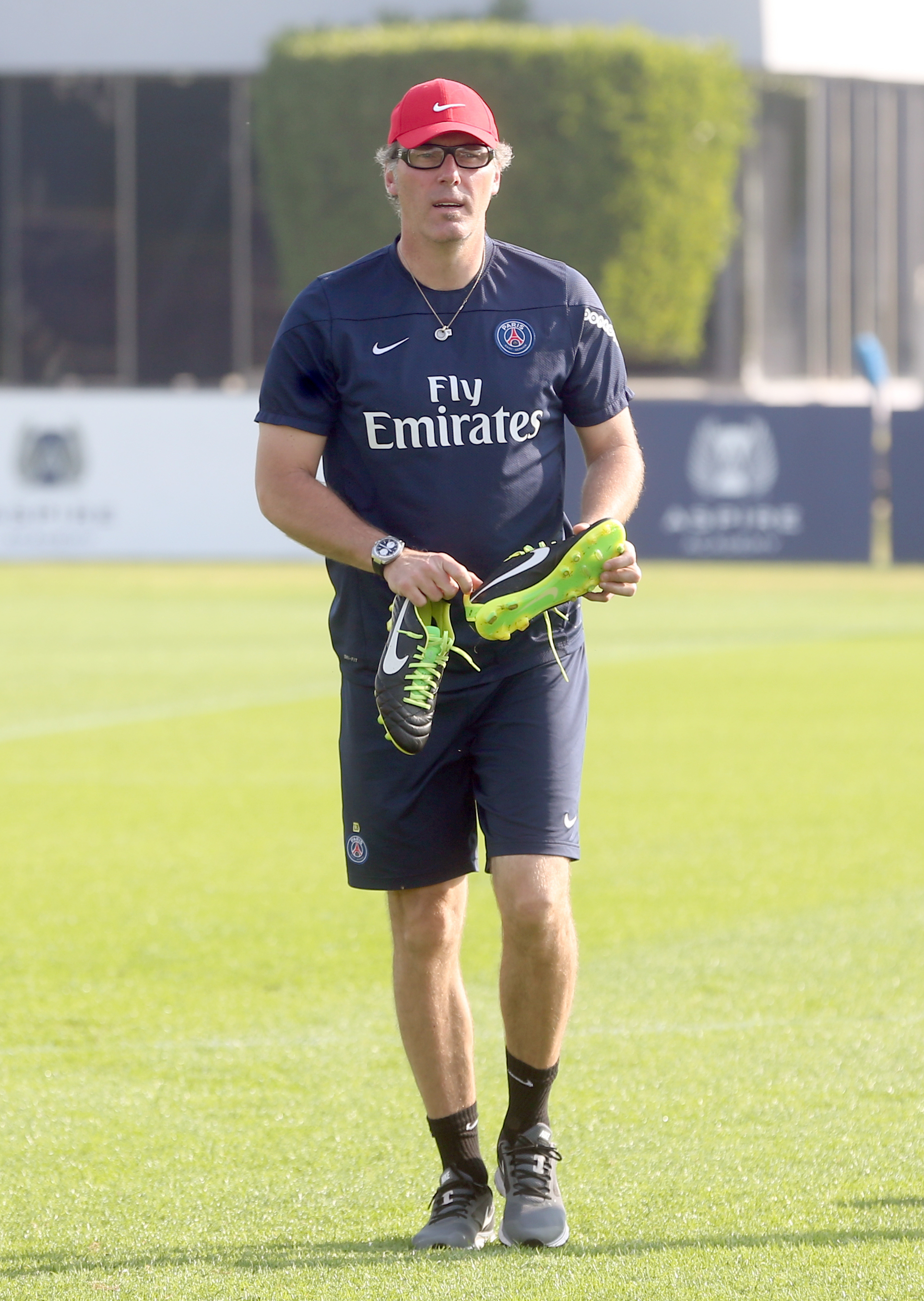
Laurent Blanc à l'entraînement avec le Paris SG.

L'équipe est entraînée par Laurent Blanc. Entraîneur de 49 ans, il a été formé au Montpellier HSC et y a commencé sa carrière de joueur professionnel. Il joue la suite de sa carrière dans huit autres clubs : le SSC Naples, le Nîmes Olympique, l'AS Saint-Étienne, l'AJ Auxerre, le FC Barcelone, l'Olympique de Marseille, l'Inter Milan et Manchester United. En parallèle, il remporte avec l'équipe de France la coupe du monde 1998 ainsi que l'Euro 2000. Il commence sa carrière d'entraîneur en 2007 avec les Girondins de Bordeaux. Pour sa première saison, il obtient une deuxième place qui lui vaut le Trophée UNFP du meilleur entraîneur. Il y réalise le doublé coupe de la Ligue-championnat en 2009, puis atteint les quarts de finale de la Ligue des champions en 2010. Il devient ensuite sélectionneur de l'équipe de France pendant deux années. Il atteint les quarts de finale de l'Euro 2012,. Après une année de repos, il rejoint le PSG en 2013 et succède à Carlo Ancelotti.
Avec la formation parisienne, il est champion de France à deux reprises : en 2014 et en 2015. Par ailleurs, il remporte deux coupes de la Ligue consécutivement et une coupe de France en 2015. Cette même année, il réalise un quadruplé historique dans l'histoire du football français en remportant tous les trophées domestiques mis en jeu : le championnat de France, la coupe de la Ligue, la coupe de France et le Trophée des champions.
Concernant le reste de l'encadrement technique, Laurent Blanc conserve l'ensemble de son staff composé de Jean-Louis Gasset en qualité d'entraîneur adjoint, qui le suit depuis ses débuts sur le banc, et de Nicolas Dehon comme entraîneur des gardiens. Zoumana Camara, retraité de la saison passée, rejoint le staff en tant qu'entraîneur adjoint chargé de faire le lien entre les joueurs et l'entraîneur. L'encadrement technique du Paris Saint-Germain est aussi composé de quatre préparateurs physiques principaux, de kinésithérapeutes et de médecins dont le chirurgien Éric Rolland en est le directeur.

### Effectif professionnel
Dans l'effectif de la saison 2015-2016, peu de joueurs sont issus de la formation française. Pour autant, certains sont régulièrement utilisés par Laurent Blanc comme Blaise Matuidi, milieu relayeur né à Toulouse et au club depuis 2011 ou Adrien Rabiot, milieu relayeur intégrant les équipes jeunes du PSG en 2010.
Le capitaine de l'équipe est le défenseur central brésilien Thiago Silva. Il débute en Série C lors de la saison 2003-2004 avec le RS Futebol. En 2004, il rejoint le FC Porto mais au Portugal, Silva ne joue pas du tout et est envoyé en équipe réserve, si bien qu'au mercato d'hiver 2005, le club portugais trouve un accord avec le Dynamo Moscou pour un prêt. Mais les médecins du club russe lui diagnostiquent la tuberculose. Il vainc sa maladie quatre mois plus tard, et quitte la Russie et l'Europe en fin de saison. Il retourne dans son club formateur Fluminense, où il dispute trois saisons pleines et est érigé comme joueur majeur de l'histoire du club. Il retourne en Europe et signe au Milan AC pour 4 saisons. C'est grâce à son parcours milanais qu'il sera souvent désigné comme le « meilleur défenseur au monde ». Il rejoint finalement le Paris Saint-Germain en juillet 2012, le Milan AC étant en manque de liquidités. Il devient alors le joueur le plus cher de l'histoire de la Ligue 1, et le 2e défenseur le plus cher de l'histoire du football, derrière Rio Ferdinand. Il devient capitaine en novembre de la même année, succédant ainsi au défenseur Christophe Jallet.
L'attaquant du PSG est Zlatan Ibrahimović, au club depuis la saison 2012-2013. Il marque un doublé lors de son premier match sous les couleurs parisiennes et devient un élément-clé de l'effectif. Attaquant expérimenté et double champion des Pays-Bas, quadruple champion d'Italie et champion d'Espagne, il est devenu le meilleur buteur de l'histoire du club lors de la 9e journée du championnat contre l'Olympique de Marseille, en marquant un doublé. D'autres joueurs de l'effectif sont chevronnés dans leur domaine respectif, comme le milieu relayeur Thiago Motta et le défenseur Maxwell, tous les deux champions à de multiples reprises dans différents pays, et présents au club depuis 2012.
Parmi les plus jeunes joueurs de l'effectif, on retrouve le Français de 18 ans Jean-Kévin Augustin. Il rejoint Paris en 2009 pour commencer sa formation. Prometteur, il est appelé dans tous les échelons de jeunes en équipe de France, des U16 aux U19. L'Italien Marco Verratti, âgé de 22 ans, est révélé au grand public par ses performances à Pescara. Transféré pour 12 millions d'euros en juillet 2012, il s'impose progressivement avec Thiago Motta comme plaque tournante du PSG.
Thiago Silva et David Luiz constituent la défense centrale. David Luiz rejoint le PSG en 2014 et son prix record fait de lui un titulaire en puissance. Serge Aurier, au club depuis son départ du Toulouse FC en 2014, les épaule sur le côté droit de la défense.

#### Joueurs prêtés
Le PSG a prêté sept de ses joueurs durant la saison. Le gardien né à Paris Alphonse Areola est prêté depuis 2013 dans de nombreux clubs, et il est le portier du Villarreal CF cette saison, club de première division espagnole. Jean-Christophe Bahebeck est prêté en août 2015 à l'AS Saint-Étienne, pensionnaire de Ligue 1. Une autre équipe de première division, le FC Nantes, accueille le défenseur né dans la région Youssouf Sabaly, auparavant prêté à l'Évian Thonon Gaillard pour la saison 2014-2015. Trois joueurs sont prêtés dans des clubs de Ligue 2: l'ailier Romain Habran au Stade lavallois, l'arrière droit Jordan Ikoko au RC Lens et l'attaquant Roli Pereira De Sa au Paris FC, prêté à la mi-saison. Enfin, Lucas Digne est prêté avec option d'achat à l'AS Roma, club évoluant en Serie A italienne, jusqu'à la fin de la saison.
| Nat. | Nom                      | Club en prêt     | Compétition | Championnat | Championnat | Championnat | Championnat  | Coupe d'Europe | Coupe d'Europe | Coupe d'Europe | Coupe d'Europe | Coupes nationales | Coupes nationales | Coupes nationales | Coupes nationales | Total | Total | Total  | Total        |
| Nat. | Nom                      | Club en prêt     | Compétition | MJ          | B           | Averti      | Carton rouge | MJ             | B              | Averti         | Carton rouge   | MJ                | B                 | Averti            | Carton rouge      | MJ    | B     | Averti | Carton rouge |
| ---- | ------------------------ | ---------------- | ----------- | ----------- | ----------- | ----------- | ------------ | -------------- | -------------- | -------------- | -------------- | ----------------- | ----------------- | ----------------- | ----------------- | ----- | ----- | ------ | ------------ |
|      | Alphonse Areola          | Villarreal CF    | Liga        | 32          | 0           | 1           | 0            | 5              | 0              | 0              | 0              | 0                 | 0                 | 0                 | 0                 | 37    | 0     | 1      | 0            |
|      | Jean-Christophe Bahebeck | AS Saint-Étienne | Ligue 1     | 16          | 1           | 2           | 0            | 6              | 1              | 1              | 0              | 1                 | 1                 | 0                 | 0                 | 23    | 3     | 3      | 0            |
|      | Lucas Digne              | AS Roma          | Serie A     | 33          | 3           | 3           | 0            | 8              | 0              | 1              | 0              | 1                 | 0                 | 0                 | 0                 | 42    | 3     | 4      | 0            |
|      | Romain Habran            | Stade lavallois  | Ligue 2     | 26          | 0           | 2           | 1            | 0              | 0              | 0              | 0              | 5                 | 0                 | 2                 | 0                 | 31    | 0     | 4      | 1            |
|      | Jordan Ikoko             | RC Lens          | Ligue 2     | 33          | 0           | 5           | 0            | 0              | 0              | 0              | 0              | 2                 | 0                 | 0                 | 0                 | 35    | 0     | 5      | 0            |
|      | Roli Pereira De Sa       | Paris FC         | Ligue 2     | 14          | 1           | 1           | 0            | 0              | 0              | 0              | 0              | 0                 | 0                 | 0                 | 0                 | 14    | 1     | 1      | 0            |
|      | Youssouf Sabaly          | FC Nantes        | Ligue 1     | 28          | 2           | 7           | 0            | 0              | 0              | 0              | 0              | 2                 | 0                 | 0                 | 0                 | 29    | 2     | 7      | 0            |

### Statistiques

#### Statistiques collectives
| Compétition           | Débute au tour   | Termine       | Matches joués | Gagnés | Nuls | Perdus | Buts pour | Buts contre | Différence |
| --------------------- | ---------------- | ------------- | ------------- | ------ | ---- | ------ | --------- | ----------- | ---------- |
| Trophée des champions | Finale           | Vainqueur     | 1             | 1      | 0    | 0      | 2         | 0           | +2         |
| Ligue 1               | -                | Vainqueur     | 38            | 30     | 6    | 2      | 102       | 19          | +83        |
| Ligue des champions   | Phase de groupes | 1/4 de finale | 10            | 6      | 2    | 2      | 18        | 6           | +12        |
| Coupe de la Ligue     | 1/8 de finale    | Vainqueur     | 4             | 4      | 0    | 0      | 7         | 2           | +5         |
| Coupe de France       | 1/32 de finale   | Vainqueur     | 6             | 6      | 0    | 0      | 14        | 4           | +10        |
| Total                 | -                | -             | 59            | 47     | 8    | 4      | 143       | 31          | +112       |

#### Statistiques individuelles
Le joueur le plus utilisé de l'effectif est l'ailier brésilien Lucas Moura qui participe à 56 des 59 rencontres officielles de la saison. Il ne participe pas aux 7e et 9e journées de championnat, ainsi qu'à la 1re journée de la phase de groupes en Ligue des champions.
Le joueur le plus prolifique en termes de buts est l'attaquant suédois Zlatan Ibrahimović qui inscrit 50 buts dont 38 en championnat, meilleur buteur de la Ligue 1 devant le lyonnais Alexandre Lacazette et son partenaire en club Edinson Cavani. Ayant joué 4 143 minutes sur la saison, Ibrahimović atteint la moyenne d'un but marqué toutes les 83 minutes. Il est suivi de l'Urugayen Cavani et de Di María, respectivement auteurs de 25 et 15 réalisations.
Ce dernier joueur précité est le meilleur passeur du club avec vingt-quatre passes décisives toutes compétitions confondues. En championnat, il en est à dix-huit passes, devant les 13 passes délivrées par son coéquipier suédois Zlatan Ibrahimović.
Un seul joueur parisien a été expulsé lors de la saison. En championnat, le milieu Adrien Rabiot écope d'un carton rouge à la suite d'un second avertissement face au Lille OSC lors de la 1re journée, conséquence d'une faute sur Sébastien Corchia. En coupe de la Ligue, Adrien Rabiot est encore une fois exclu face au Lille OSC durant la finale, après avoir été averti une deuxième fois à la suite de deux fautes contre l'attaquant Sofiane Boufal.

### Onze de départ (toutes compétitions)
(Mis à jour le 21 mai 2016)
| \| No. \| Pos. \| Joueur \| Titulaire \| Notes \| \| --- \| ---- \| ------------------ \| --------- \| --------------------------------- \| \| 16 \| GB \| Kevin Trapp \| 46 \| Sirigu a 11 titularisations \| \| 2 \| DC \| Thiago Silva \| 45 \| Marquinhos a 33 titularisations \| \| 32 \| DC \| David Luiz \| 34 \| Kimpembe a 8 titularisations \| \| 19 \| DD \| Serge Aurier \| 33 \| van der Wiel a 23 titularisations \| \| 17 \| DG \| Maxwell \| 37 \| Kurzawa a 22 titularisations \| \| 8 \| MD \| Thiago Motta \| 38 \| Stambouli a 27 titularisations \| \| 25 \| MR \| Adrien Rabiot \| 35 \| Verratti a 21 titularisations \| \| 14 \| MR \| Blaise Matuidi \| 38 \| Pastore a 14 titularisations \| \| 11 \| AiD \| Ángel Di María \| 40 \| Lucas a 33 titularisations \| \| 9 \| AiG \| Edinson Cavani \| 39 \| Lavezzi a 8 titularisations \| \| 10 \| AC \| Zlatan Ibrahimović \| 47 \| Augustin a 6 titularisations \| | Trapp Silva (C) Luiz Aurier Maxwell Motta Rabiot Matuidi Di María Cavani Ibrahimović |                    |           |                                   |
| No. | Pos.                                                                                 | Joueur             | Titulaire | Notes                             |
| 16 | GB                                                                                   | Kevin Trapp        | 46        | Sirigu a 11 titularisations       |
| 2 | DC                                                                                   | Thiago Silva       | 45        | Marquinhos a 33 titularisations   |
| 32 | DC                                                                                   | David Luiz         | 34        | Kimpembe a 8 titularisations      |
| 19 | DD                                                                                   | Serge Aurier       | 33        | van der Wiel a 23 titularisations |
| 17 | DG                                                                                   | Maxwell            | 37        | Kurzawa a 22 titularisations      |
| 8 | MD                                                                                   | Thiago Motta       | 38        | Stambouli a 27 titularisations    |
| 25 | MR                                                                                   | Adrien Rabiot      | 35        | Verratti a 21 titularisations     |
| 14 | MR                                                                                   | Blaise Matuidi     | 38        | Pastore a 14 titularisations      |
| 11 | AiD                                                                                  | Ángel Di María     | 40        | Lucas a 33 titularisations        |
| 9 | AiG                                                                                  | Edinson Cavani     | 39        | Lavezzi a 8 titularisations       |
| 10 | AC                                                                                   | Zlatan Ibrahimović | 47        | Augustin a 6 titularisations      |

### Récompenses et distinctions

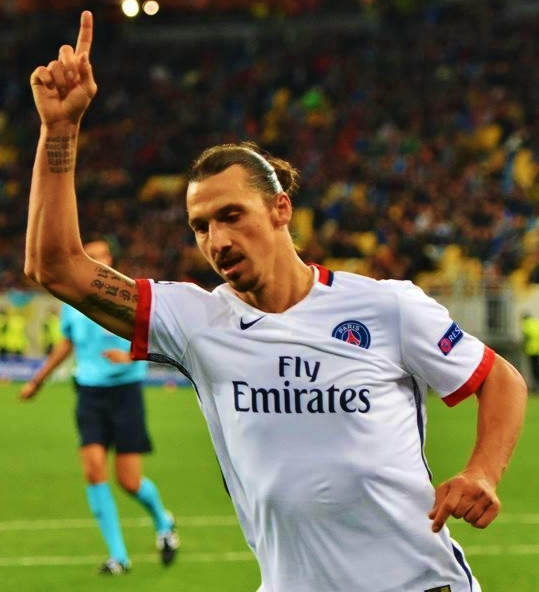
Zlatan Ibrahimović devient le premier joueur à être élu meilleur joueur de Ligue 1 de l'année à trois reprises.

Zlatan Ibrahimović est le seul joueur du PSG à figurer dans la liste des 23 sélectionnés pour le FIFA Ballon d'or 2015, ainsi que le seul joueur de Ligue 1. Il termine à la 11e place avec 1,13 % des votes.
Laurent Blanc fait lui partie des 10 entraineurs concourant pour le titre d'entraineur de l'année. Il termine à la 10e place avec 1,96 % des votes.
Serge Aurier termine 6e du classement au titre de Joueur africain de l'année 2015. Il fait aussi partie de l'équipe-type africaine de l'année 2015.
Zlatan Ibrahimović reçoit le 9 novembre 2015 son 10e Guldbollen (Ballon d'or suédois), le 9e consécutif.
Quatre joueurs du PSG sont nommés dans la liste des 40 pour l'équipe de l'année 2015 de l'UEFA: Thiago Silva, David Luiz, Marco Verratti et Zlatan Ibrahimović. Aucun n'est finalement cité dans les résultats dévoilés le 8 janvier 2016.
Thiago Silva fait partie du onze FIFA de l'année 2015 dévoilé le 11 janvier 2016.
Zlatan Ibrahimović fait quant à lui partie de la 2e équipe, David Luiz et Marco Verratti de la 3e.
L'UEFA dévoile le 30 novembre 2015 son équipe-type du XXIe siècle. Zlatan Ibrahimović y figure en tant que remplaçant.
Zlatan Ibrahimović a reçu le Trophée UNFP du joueur du mois de novembre.
Le 1er décembre 2015, 5 joueurs du PSG sont nommés parmi les 30 prétendants au Samba d'or 2015, trophée récompensant les joueurs brésiliens jouant en Europe: Thiago Silva, David Luiz, Marquinhos, Lucas Moura et Maxwell. Les résultats sont dévoilés le 31 décembre 2015: Thiago Silva termine 9e, David Luiz 12e, Lucas Moura 19e, Marquinhos 23e et Maxwell 25e.
Le 10 décembre 2015, le classement des 100 joueurs de l'année 2015 du magazine FourFourTwo est publié. Le PSG place 7 de ses joueurs: Zlatan Ibrahimović (16e), Ángel Di María (43e), Thiago Silva (45e), Edinson Cavani (55e), Blaise Matuidi (83e), Marco Verratti (87e) et Javier Pastore (89e).
Laurent Blanc est élu « Entraineur français de l'année 2015 » par le magazine France Football, avec 85 points, devançant largement son dauphin Didier Deschamps et ses 35 points. Marco Verratti est lui élu « Joueur étranger de l'année 2015 ». Le PSG est désigné « Club français de l'année 2015 », et le match Chelsea/PSG (2-2) du 11 mars 2015 comptant pour les huitièmes de finale de la Ligue des champions est désigné « Match de l'année 2015 ».
Nasser Al-Khelaïfi est élu le 18 décembre 2015 « Président préféré de la L1 » à l'issue d'un grand sondage organisé par France Football, avec 35 % des voix.
Adrien Rabiot termine à la 6e place des votes pour le Golden Boy 2015, prix donné par les journalistes sportifs pour un jeune footballeur d'Europe, perçu comme ayant été le plus impressionnant au cours d'une saison.
Thiago Silva figure dans le onze de l'année 2015 de l'Observatoire du Football (CIES). Il est aussi, selon les statistiques du CIES, meilleur défenseur central au monde sur l'année 2015.
Le 21 décembre 2015 est dévoilé le top 100 des meilleurs joueurs de l'année 2015 selon le magazine anglais The Guardian. 7 parisiens y figurent là encore: Zlatan Ibrahimović (7e), Ángel Di María (39e), Thiago Silva (41e), Marco Verratti (43e), Blaise Matuidi (53e), Edinson Cavani (54e) et Javier Pastore (85e).
Blaise Matuidi est élu « Joueur français de l'année 2015 » par le magazine France Football, le 22 décembre 2015.
Le 1er janvier 2016, le journal L'Équipe dévoile son top 100 de l'année 2015 et y place 8 joueurs du PSG: Marco Verratti (13e), Thiago Silva (22e), Zlatan Ibrahimović (25e), Blaise Matuidi (28e), Ángel Di María (57e), Edinson Cavani (64e), Thiago Motta (79e) et David Luiz (98e).
Par ailleurs, Thiago Silva figure dans l'équipe type 2015 du quotidien sportif.
L'IFFHS dévoile début janvier 2016 ses classements de l'année 2015: Laurent Blanc est classé 9e dans le top 10 des entraineurs, Javier Pastore est classé 9e dans le top 10 des meneurs de jeu et le PSG est désigné 5e club mondial.
Ángel Di María a reçu le Trophée UNFP du joueur du mois de décembre.
Jean-Kévin Augustin pointe à la 20e place du top 50 des meilleurs espoirs du monde par Goal.com dévoilé le 21 janvier 2016.
Lors de la cérémonie des trophées UNFP du 8 mai 2016, Zlatan Ibrahimović est élu meilleur joueur de Ligue 1 de la saison (Ángel Di María était aussi en lice), et Laurent Blanc meilleur entraineur. Ils ont tous les deux reçus cette distinction à trois reprises, un record dans leurs catégories. Huit joueurs du PSG (une première pour un club) font aussi partie de l'équipe type de la saison : Serge Aurier, Thiago Silva, David Luiz, Maxwell, Marco Verratti, Blaise Matuidi, Zlatan Ibrahimović et Ángel Di María. Kevin Trapp et Adrien Rabiot étaient en lice pour les trophées de meilleur gardien et meilleur espoir respectivement mais n'ont pas été distingués.
Le latéral ivoirien Serge Aurier est 5e du prix Marc-Vivien Foé 2016 récompensant le meilleur joueur africain évoluant en Ligue 1, prix décerné par France 24 et RFI où 62 journalistes spécialisés et consultants votent.
Trois joueurs du Paris Saint-Germain font partie de l'équipe type européenne de la saison du site WhoScored.com: Serge Aurier, Thiago Silva et Zlatan Ibrahimović. Le Suédois est par ailleurs le troisième meilleur joueur en Europe selon le site internet, derrière Lionel Messi et Neymar. Le site internet spécialisé en statistiques Squawka.com inclus lui 4 Parisiens dans l'équipe type européenne des équipes championnes: Thiago Silva, Marquinhos, Ángel Di María et Zlatan Ibrahimović.
Lors du rapport mensuel de mai 2016 du CIES mettant en avant les meilleurs joueurs de la saison dans les cinq grand championnat européens, des joueurs parisiens sont cités à de nombreuses reprises: Thiago Silva est le 6e meilleur récupérateur et le 2e meilleur défenseur central, Thiago Motta 5e en distribution, Zlatan Ibrahimović meilleur finisseur, second meilleur attaquant et 8e du classement des attaquants par rapport aux coéquipiers, David Luiz 8e défenseur central d'Europe et Blaise Matuidi 2e du classement des milieux relayeurs.
Thiago Silva fait partie de la liste des 18 meilleurs joueurs de la saison de Ligue des champions dévoilée par l'UEFA.

## Records

### Records généraux
Le PSG bat de nombreux records historiques cette saison, et tout particulièrement en Ligue 1. Il finit le championnat avec trente-et-un points d'avance sur son dauphin l'Olympique lyonnais, surpassant le record du nombre de points entre un champion et son dauphin, qui était de dix-sept (saison 2006-2007). Le club bat également un autre de ses propres records, celui du plus grand nombre de points avec quatre-vingt-seize points après la trente-huitième journée (quatre-vingt-neuf lors de la saison 2013-2014). Lors de cette même saison, le club parisien avait remporté vingt-sept matchs, ce qui était un record. Record battu deux ans plus tard, avec trente victoires. Il inscrit cinquante-et-un points lors de la phase aller, soit un de plus que le précédent record en la matière, l'Olympique lyonnais en 2006-2007. Le PSG est aussi le club sacré le plus tôt dans l'histoire de la D1 : champion après trente journées de championnat, il met à mal le record précédemment détenu par les lyonnais (depuis 2007). Le club parisien reste invaincu durant trente-six rencontres de rang (à cheval sur les deux saisons 2014-2015 et 2015-2016), battant le record nantais établi durant la saison 1994-1995. Le Paris SG termine également meilleure attaque du championnat pour la cinquième fois consécutive, égalant les performances de Lyon, Marseille et du RC Paris. Avec cent-deux buts inscrits et dix-neuf encaissés, soit une différence de +83, le club parisien surclasse le précédent record de différence de buts sur une saison, qui était de +63 pour le Stade de Reims lors de la saison 1959-1960. Le club de la capitale établit également un nouveau record du plus petit nombre de buts encaissés (précédemment détenu par l'OM avec vingt-et-un buts encaissés en 1991-1992).
La victoire 0-9 face à l'ESTAC Troyes pour le match du titre est la plus large victoire à l’extérieur dans l'histoire du championnat de France, battant un record vieux de plusieurs décennies. Avec une seule défaite à l’extérieur (face à l'Olympique lyonnais), le Paris SG co-détient le record du plus petit nombre de défaite à l’extérieur avec quatre autres clubs français (FC Sochaux-Montbéliard en 1934-1935, AS Saint-Étienne en 1969-1970, FC Nantes en 1994-1995 et Olympique de Marseille en 2008-2009). En découle le record du nombre de buts encaissés à l'extérieur en une seule saison, sept. Il était jusqu'ici détenu par le club parisien, lors de la saison 1988-1989 où il avait encaissé onze buts hors de ses bases. Le Paris Saint-Germain remporte également quinze de ses dix-neuf matchs à l'extérieur, soit trois de plus que le précédent record (établi sept fois). La différence de buts pour les matchs du PSG à l'extérieur établie là encore une nouvelle marque dans l'histoire du championnat : avec +36, le club parisien devance largement le précédent record (+22), établi par lui-même lors de la saison 2012-2013. Enfin, pour en finir avec le domaine des matchs à l'extérieur, le club de la capitale bat le record du plus grand nombre de points pris à l'extérieur, au nombre de quarante-huit, record détenu jusque-là par l'Olympique de Marseille en 2008-2009 et ses quarante-deux points pris hors de ses bases.
Le Paris Saint-Germain, avec un nouveau quadruplé Ligue 1 - coupe de la Ligue - coupe de France - Trophée des champions, devient le premier club professionnel européen à remporter les quatre trophées nationaux deux saisons de suite. Ces nouveaux trophées lui permettent également de devenir le club professionnel le plus titré en France, avec trente trophées.
Grâce à cette troisième victoire consécutive en coupe de la Ligue, le club égale la performance de l'Olympique de Marseille qui avait lui aussi remporté 3 coupes de la Ligue consécutives (entre 2010 et 2012). Il co-détient également le plus grand nombre de victoires en coupe de France, au nombre de dix (à égalité avec les Olympiens).
La cérémonie des Trophées UNFP du football 2016 permet au Paris SG de battre plusieurs records: il devient le premier club à aligner huit joueurs dans l'équipe type de la saison de Ligue 1 (Serge Aurier, David Luiz, Thiago Silva, Maxwell, Blaise Matuidi, Marco Verratti, Ángel Di María et Zlatan Ibrahimović); le Suédois devient également le premier joueur à remporter trois fois le titre de meilleur joueur de la saison de Ligue 1 (après 2013 et 2014); tandis que l'entraineur Laurent Blanc devient le premier à être désigné meilleur entraineur de première division trois années (avec 2008 et 2015).
Ángel Di María devient le meilleur passeur de l'histoire du championnat de France, avec dix-huit passes décisives délivrées pour sa première saison parisienne. Il dépasse Marvin Martin et ses dix-sept caviars en 2010-2011.
Zlatan Ibrahimović inscrit cinquante buts cette saison, devenant ainsi le meilleur buteur pour un club français sur une saison (le précédent record était la propriété du marseillais Josip Skoblar).

### Records du club
Le club parisien enregistre la plus large victoire de son histoire en championnat à l'occasion de son déplacement à Troyes, avec un score final de 0-9.
Les trois victoires face à l'Olympique de Marseille cette saison portent à dix le nombre de victoires consécutives du club de la capitale dans le Classico. C'est deux de plus que le précédent record (huit victoires du PSG entre 2002 et 2004).
Les dix-huit passes décisives d'Ángel Di María le font rentrer dans l'histoire du club : c'est le meilleur total de passes sur une saison de championnat pour un joueur du PSG. Il devance les quinze passes décisives de Safet Sušić délivrées lors de la saison 1984-1985.
En inscrivant trente-huit buts en trente-et-un matchs de Ligue 1, Zlatan Ibrahimović devient le meilleur buteur de l'histoire du club sur une saison de championnat, améliorant d'une unité le précédent record, propriété de l'argentin Carlos Bianchi. Le Suédois remplace également Pedro Miguel Pauleta en tant que meilleur buteur de l'histoire du Paris Saint-Germain lors du Classico du 4 octobre 2015, et arrête sa marche en avant à cent-cinquante-six buts lors de son cent-quatre-vingtième et dernier match sous les couleurs parisiennes.
Cent-quarante-trois buts toutes compétitions confondues sont inscrits cette saison, ce qui en fait la saison la plus prolifique de l'histoire du club. Ce titre était jusque-là attribué à la saison 2013-2014 et ses cent-vingt-six buts.

## Affluence et télévision

### Affluence
877 038 personnes ayant assisté aux 19 rencontres de championnat du Paris Saint-Germain au Parc des Princes, l'affluence moyenne du club à domicile est de 46 160 spectateurs. Il s'agit de la meilleure affluence du championnat, devant celles de l'Olympique de Marseille (42 015) et de l'Olympique lyonnais (40 250), deux clubs disposant pourtant de stades de plus grandes capacités. Le PSG détient par ailleurs le meilleur taux de remplissage à domicile et à l'extérieur avec respectivement 96,31 % et 87,03 %. Le record en championnat d'affluence de la saison à domicile est réalisé lors du dernier match à domicile face au FC Nantes. 47 844 spectateurs assistent à la victoire parisienne et la célébration du titre de champion de France.
En coupe de la Ligue, le PSG reçoit l'AS Saint-Étienne, l'Olympique lyonnais le Toulouse FC devant respectivement 47 346, 47 267 et 46 897 supporters. En coupe de France, Toulouse FC et l'Olympique lyonnais se déplacent au Parc devant 35 000 et 42 000 spectateurs respectivement. Enfin en Ligue des champions, les affluences pour cette compétition oscillent entre 44 408 pour la venue du Chakhtar Donetsk et 47 228 pour la réception de Manchester City.
Affluence du Paris SG à domicile

### Retransmission télévisée
Lors de la saison 2015-2016 de Ligue 1, comme lors de la saison précédente, la Ligue de football professionnel (LFP) choisit de prendre exemple sur les championnats étrangers et d'étaler les matchs sur les trois jours du week-end et sur plusieurs tranches horaires. Ainsi la journée de championnat débute le vendredi soir à 20 h 30, se continue le samedi à 17 h, puis à 20 h où quatre matchs sont diffusés en simultané, et enfin le dimanche où trois rencontres sont diffusées respectivement à 14 h, 17 h et 21 h pour l'affiche de la journée.
Pour cette nouvelle saison, les diffuseurs ne changent pas : Canal+ retransmet les rencontres du samedi après-midi et du dimanche soir et obtient le plus grand nombre de matchs du PSG sur son concurrent beIN Sports qui diffuse les matchs du vendredi, samedi soir et dimanche après-midi.
Ces deux chaînes déboursent ainsi plus de 700 millions d'euros pour diffuser la Ligue 1, ce chiffre ne cesse d'augmenter ses dernières années, notamment grâce à l'arrivée des stars dans le club de la capitale. Ces droits télévisés sont aussi reversés au PSG et aux autres clubs du championnat selon leur classement, ainsi, la formation parisienne a touché près de 50 millions d'euros pour la saison 2014-15.
Concernant la Ligue des champions, les matchs du PSG sont retransmis les mardis et mercredis à 20h45. Comme pour la Ligue 1, Canal+ et beIN Sports détiennent les droits télévisés et diffusent les rencontres du Paris SG une fois sur deux. Cependant, à partir des huitièmes de finale beIN Sports est l'unique diffuseur du PSG en Ligue des champions puisqu'il est le seul club français encore en compétition.

## Équipe réserve
L'équipe réserve du Paris Saint-Germain sert de tremplin vers le groupe professionnel pour les jeunes du centre de formation du camp des Loges ainsi que de recours pour les joueurs de retour de blessure ou en manque de temps de jeu, comme Presnel Kimpembe ou Christopher Nkunku passés professionnels cette saison. L'équipe réserve est entraînée par Laurent Huard depuis 2015.
Pour la saison 2015-2016, l'équipe réserve évolue dans le groupe A du championnat de France amateur, soit le quatrième niveau de la hiérarchie du football en France. Étant donné qu'elle dépend d'un club professionnel, la réserve ne peut pas monter en troisième division quel que soit son résultat, l'équipe réserve du PSG est donc à son échelon maximal, en CFA.
Cette saison fait suite à la troisième place obtenue en saison 2014-2015. Cependant, l'équipe réserve parisienne connaît quelques difficultés cette saison avec une septième place.

### Résumés de matchs
1. ↑  Le PSG debute la saison par une victoire, Trapp titulaire, telefoot.fr, le 12 juillet 2015
2. ↑  Paris a déjà du répondant, psg.fr, le 19 juillet 2015
3. ↑  En ordre de marche, psg.fr, le 22 juillet 2015
4. ↑  Sur un tempo élevé, psg.fr, le 26 juillet 2015
5. ↑  Paris s'offre l'International Champions Cup, psg.fr, le 30 juillet 2015
6. ↑  Paris, trop fort pour Lyon, remporte le Trophée des Champions (2-0), lequipe.fr, le 2 août 2015
7. ↑  Le PSG, déjà dans le coup, s'impose à Lille (0-1), lequipe.fr, le 7 août 2015
8. ↑  Le PSG au petit trot, lequipe.fr, le 16 août 2015
9. ↑  Le PSG bat Montpellier (0-1) dans la douleur, lequipe.fr, le 21 août 2015
10. ↑  Le PSG large vainqueur de Monaco (0-3) en clôture de la quatrième journée de Ligue1, lequipe.fr, le 30 août 2015
11. ↑  Paris concède le nul face à Bordeaux (2-2), lequipe.fr, le 11 septembre 2015
12. ↑  Tenu en échec à Reims (1-1), le PSG a eu chaud, lequipe.fr, le 19 septembre 2015
13. ↑  7e journée de L1: Le PSG s'est bien réveillé, lequipe.fr, le 22 septembre 2015
14. ↑  Le PSG s'impose à Nantes (4-1) à l'usure, lequipe.fr, le 26 septembre 2015
15. ↑  Une histoire de penalties pour Paris, qui remporte le Classique face à Marseille (2-1), lequipe.fr, le 4 octobre 2015
16. ↑  Même sans forcer, le PSG gagne à Bastia (2-0), lequipe.fr, le 17 octobre 2015
17. ↑  Ligue 1: le PSG réussit une démonstration contre les Verts (4-1), lequipe.fr, le 25 octobre 2015
18. ↑  12e journée de L1 : Le PSG gagne à Rennes avant son déplacement chez le Real Madrid, lequipe.fr, le 30 octobre 2015
19. ↑  Le PSG inflige une sévère correction à Toulouse (5-0), lequipe.fr, le 7 novembre 2015
20. ↑  Même la tête ailleurs, Paris est le meilleur, lequipe.fr, le 21 novembre 2015
21. ↑  Le PSG s'impose sans souci face à Troyes, lequipe.fr, le 28 novembre 2015
22. ↑  Ligue 1 : Angers freine le PSG, lequipe.fr, le 1er décembre 2015
23. ↑  Paris reprend ses habitudes, lequipe.fr, le 4 décembre 2015
24. ↑  Ligue 1 : Le PSG impitoyable avec Lyon, lequipe.fr, le 13 décembre 2015
25. ↑  Un PSG record termine son année 2015 par une large victoire à Caen, lequipe.fr, le 19 décembre 2015
26. ↑  Ligue 1 : le Paris-SG domine Bastia, lequipe.fr, le 8 janvier 2016
27. ↑  L1 - 21e j. : Paris ne brille pas mais gagne à Toulouse, lequipe.fr, le 16 janvier 2016
28. ↑  Le PSG régale contre Angers ! (5-1), lequipe.fr, le 23 janvier 2016
29. ↑  Ligue 1 : Un PSG record bat Saint-Etienne grâce à Ibrahimovic, lequipe.fr, le 31 janvier 2016
30. ↑  Le PSG bat Lorient et le record de matches consécutifs sans défaite en L1, lequipe.fr, le 3 février 2016
31. ↑  Le PSG s'est employé pour encore venir à bout de l'OM, lequipe.fr, le 7 février 2016
32. ↑  Ligue 1 (26e j.) : Le PSG neutralisé par Lille, trois jours avant le choc contre Chelsea, lequipe.fr, le 13 février 2016
33. ↑  Le PSG déroule contre Reims, Ibrahimovic en grande forme, lequipe.fr, le 20 février 2016
34. ↑  Lyon inflige au PSG sa première défaite de la saison en Championnat, lequipe.fr, le 28 février 2016
35. ↑  Le Paris Saint-Germain accroché par Montpellier au Parc des Princes, lequipe.fr, le 5 mars 2016
36. ↑  Paris sacré champion de France sur une victoire 9-0 à Troyes !, lequipe.fr, le 13 mars 2016
37. ↑  Ligue 1 : Monaco signe un exploit à Paris et conserve la deuxième place, lequipe.fr, le 20 mars 2016
38. ↑  PSG : un triplé pour Zlatan Ibrahimovic, avant le quart contre Manchester City, lequipe.fr, le 2 avril 2016
39. ↑  Ligue 1 : Paris n'a pas été piégé à Guingamp, lequipe.fr, le 9 avril 2016
40. ↑  Le PSG a déroulé contre Caen, lequipe.fr, le 16 avril 2016
41. ↑  Paris domine Rennes et égale son record de points en Championnat, lequipe.fr, le 29 avril 2016
42. ↑  GFC Ajaccio - Paris-SG: le Gazélec chute en zone rouge, lequipe.fr, le 7 mai 2016
43. ↑  Ligue 1 : Bordeaux tient (encore) tête au PSG, lequipe.fr, le 11 mai 2016
44. ↑  Ibrahimovic part en battant le record de Bianchi avec 38 buts, lequipe.fr, le 14 mai 2016
45. ↑  Ligue des champions: Le PSG débute par une victoire (2-0) contre Malmö grâce à des buts de Di Maria et Cavani, lequipe.fr, le 15 septembre 2015
46. ↑  Le PSG enchaîne contre le Chakhtior Donetsk (3-0), lequipe.fr, le 30 septembre 2015
47. ↑  Contre le Real Madrid (0-0), le Paris-SG ne méritait pas mieux, lequipe.fr, le 21 octobre 2015
48. ↑  Battu par le Real Madrid, le PSG s'en mord les doigts, lequipe.fr, le 3 novembre 2015
49. ↑  Le PSG gagne le premier round contre Chelsea, lequipe.fr, le 16 février 2016
50. ↑  Ligue des champions (8es) : le PSG s'impose à Chelsea et se qualifie pour les quarts de finale, lequipe.fr, le 9 mars 2016
51. ↑  Paris accroché par Manchester City (2-2), qualification compromise, lequipe.fr, le 6 avril 2016
52. ↑  Le PSG éliminé sans gloire par Manchester City (0-1, 2-2), lequipe.fr, le 12 avril 2016
53. ↑  Coupe de la Ligue (8es) : le PSG a souffert contre Saint-Étienne, lequipe.fr, le 16 décembre 2015
54. ↑  Coupe de la Ligue : Victorieux de Lyon, le PSG complète le dernier carré, lequipe.fr, le 13 janvier 2016
55. ↑  Coupe de la Ligue : Paris élimine Toulouse et défendra son titre en finale contre Lille, lequipe.fr, le 27 janvier 2016
56. ↑  Le PSG bat Lille et s'offre déjà le doublé, lequipe.fr, le 23 avril 2016
57. ↑  Coupe de France : Le PSG s'est qualifié sans briller contre Wasquehal (CFA), lequipe.fr, le 3 janvier 2016
58. ↑  Ibrahimovic sauve encore le PSG contre Toulouse en 16es de finale de la Coupe de France, lequipe.fr, le 19 janvier 2016
59. ↑  Coupe de France - 8es de finale : Le PSG élimine Lyon, avec un doublé de Zlatan, lequipe.fr, le 10 février 2016
60. ↑  Coupe de France : le PSG dans le dernier carré après sa victoire à Saint-Etienne, lequipe.fr, le 2 mars 2016
61. ↑  Coupe de France (demi-finale) : le PSG qualifié pour la finale après sa victoire à Lorient, lequipe.fr, le 2 mars 2016
62. ↑  Le PSG bat l'OM (4-2) et remporte la Coupe de France, lequipe.fr, le 21 mai 2016